# Parc national Kruger
Pour les articles homonymes, voir Kruger.
Le parc national Kruger (Kruger National Park) est la plus grande réserve animalière d'Afrique du Sud. Il couvre près de 20 000 km2, est long de 350 km du nord au sud et large de 60 km d'est en ouest, ce qui rend sa taille comparable à celle de la Slovénie, du Koweït ou à celle du pays de Galles.
Le parc porte le nom de Paul Kruger (1825-1904), homme d’État boer et président de la république sud-africaine du Transvaal, qui fut à l'origine de la création de la Sabie Game Reserve à partir de laquelle fut constitué le parc national en 1926.
Le parc Kruger est situé dans le nord-est du pays, dans l'est de l'ancien Transvaal (actuels Mpumalanga et Limpopo). Il est bordé au nord par le Zimbabwe et à l'est par le Mozambique. Il couvre la plus grande partie du bas Veld oriental.
Le parc Kruger est aujourd'hui regroupé avec le parc national Gonarezhou au Zimbabwe et avec le parc national du Limpopo au Mozambique dans le grand parc transfrontalier du Grand Limpopo. Il a été également reconnu en tant que réserve de biosphère par l'Unesco en 2001.

## Historique
La présence humaine dans ce secteur date d'un million et demi d'années. Celle du peuple San est avérée depuis cent mille ans. C'est seulement vers l'an 200 de notre ère que les premiers Nguni migrèrent du nord dans cette région et expulsèrent les San. En 800, les Arabes commencèrent leurs premiers raids à la recherche d'esclaves à partir des ports de l'île de Mozambique.
Les premiers Européens à avoir exploré la région sont les Néerlandais. François de Cuiper y mena une expédition en 1725 pour la VOC à partir de la colonie du Cap. Il fut arrêté par une bataille qui se déroula au sud du parc actuel, en provenance du Mozambique (lieu : 25° 15′ 51″ S, 31° 50′ 46″ E). Vers 1838, lors du Grand Trek, les Voortrekkers Louis Trichardt et Hans van Rensburg explorent la région.
En 1845, João Albasini, un Italien âgé de 18 ans, est le premier Européen à s'installer près de ce qui s'appelle aujourd'hui Pretoriuskop. Des routes furent également établies reliant la république du Transvaal à la baie de Delagoa (aujourd'hui Maputo).
De l'or fut découvert en 1873 à Pilgrim’s Rest et en 1881 à Barberton, créant une ruée vers l'or, malgré les lions, la malaria et les crocodiles. À cette époque commence le déclin de la faune de l'est du Transvaal. James Percy FitzPatrick sillonne la région accompagné de son chien à cette époque, ce qui lui inspirera son roman Jock of the Bushveld, évoqué dans le parc même.

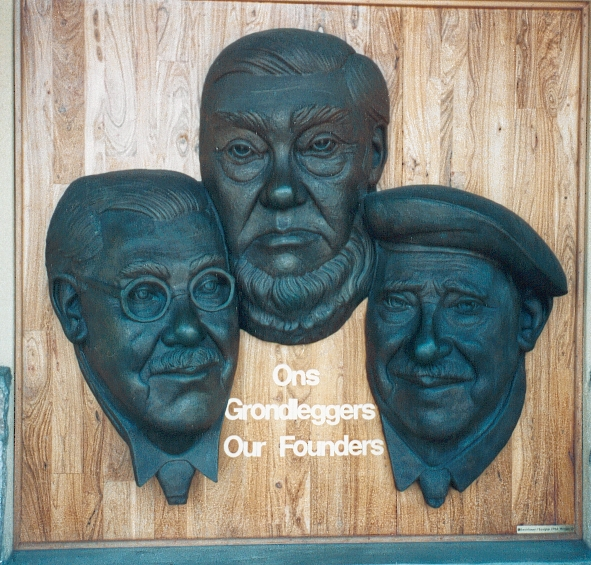
Buste en bronze, réalisé par Phil Minnaar, de Paul Kruger entouré de ceux de Piet Grobler et au camp de Skukuza.

En 1896, sous l'impulsion du président Paul Kruger, le parlement du Transvaal approuva le principe d'une petite réserve animale près de la rivière Sabie.
En 1898, la Sabie Game Reserve était créée.
Après la seconde guerre des Boers, en 1902, le major James Stevenson-Hamilton fut nommé en tant que premier gardien de la réserve. Quelques mois plus tard, la réserve s'agrandissait, augmentée des zones comprises entre la rivière Sabie et la rivière Olifants.
En 1903, la zone nord fut érigée en zone protégée contre les chasseurs sous le nom de Singwitsi Game Reserve incluant un triangle de terre entre les rivières Luvuvhu et Limpopo où se rencontrent les frontières du Mozambique, d'Afrique du Sud et de Rhodésie du sud (futur Zimbabwe).
Stevenson-Hamilton fit expulser des zones protégées toutes les tribus qui y vivaient et fit procéder à une renaissance de la faune qui avait été décimée par les chasses ou les épidémies. Dans le même temps, il fit chasser tous les prédateurs pour réintroduire les antilopes.
En 1912, une ligne de chemin de fer traversa la réserve, y amenant les premiers touristes.
En 1926, toutes les réserves sont regroupées dans le premier parc national d'Afrique du Sud qui reçoit le nom de Paul Kruger, à l'origine de la toute première d'entre elles. La même année, le parc national Kruger est ouvert au public.

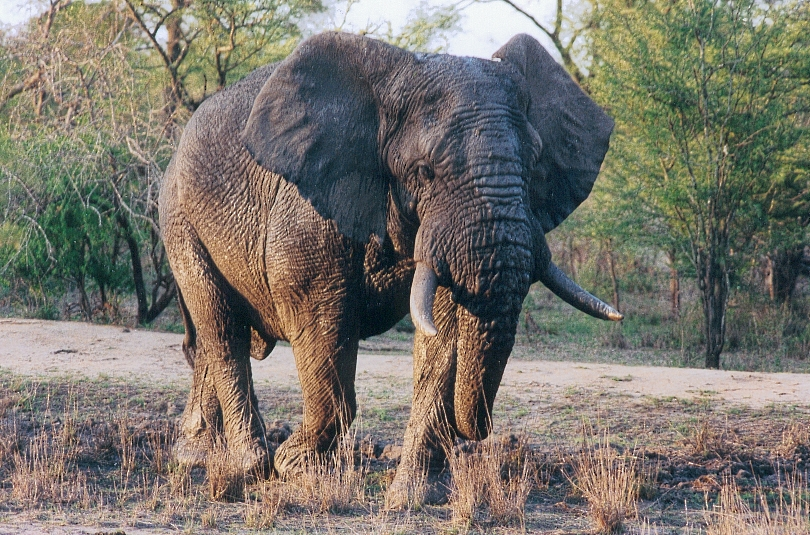
Un éléphant dans une réserve privée du Parc Kruger.

Selon l’historien Guillaume Blanc, la généalogie du parc Kruger constitue un exemple paradigmatique de la façon dont, pour les autorités coloniales, naturaliser les espaces permet de contrôler à la fois l’Afrique et ses populations. Durant les années 1930, par l’expropriation puis l’expulsion des populations du parc Kruger, l’État colonial entend ainsi développer l’industrie du safari touristique. L’enjeu revendiqué est alors d’offrir aux urbains occidentaux une nature qui n’existe nulle part ailleurs, c’est-à-dire vierge, animale, et donc sans habitants. Mais l’opération vise également à parfaire le projet colonial, et notamment l’exclusion des populations noires, que les autorités sud-africaines d’alors cherchent à isoler.
En 1935, plus de 26 000 personnes visitent le parc (autour d'un million dans les années 2000). Les lions étant la principale attraction du parc, Stevenson-Hamilton fit interdire la chasse aux prédateurs.
En 1946, le lieutenant-colonel Stevenson-Hamilton prend sa retraite. Il meurt en 1957.

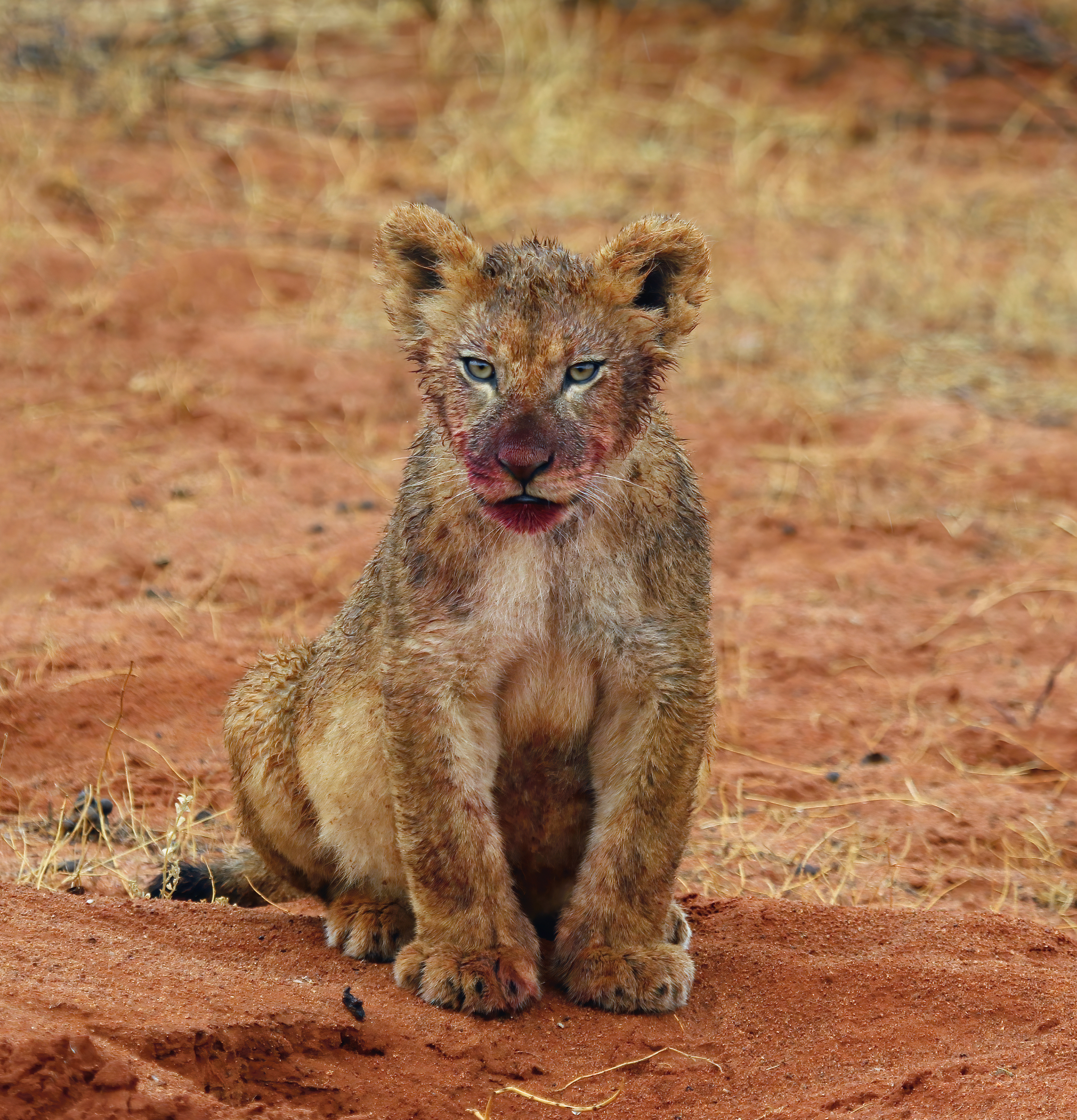
Lionceau mâle (Panthera leo), âgé de 4 mois, après s'être nourri, Afrique du Sud.

Dans les années 1960, des étangs artificiels furent créés pour la faune.
En 1991, Robbie Robinson devint le nouveau chef exécutif du South African National Parks Board et eut la charge d'assurer la transition du parc dans la nouvelle Afrique du Sud débarrassée de l'apartheid. Il fit abattre les clôtures qui délimitaient le parc des réserves privées qui le jouxtent, permettant la libre circulation de la faune.
En 1998, David Mabunda devient le premier directeur noir du parc national Kruger et est maintenant le chef exécutif du South African National Parks Board,.
En 2003, des membres du Parcs nationaux d'Afrique du Sud n'hésitent pas à déclarer publiquement leur souhait de rebaptiser le parc du nom de Nelson Mandela. Certains disent qu'à brève échéance, ce sera le nouveau nom du parc. La même année, le comité administratif du South African National Parks Board demande que la statue de Paul Kruger qui jouxte le parc soit déboulonnée tout comme les bustes de Kruger et de Stevenson-Hamilton situés à l'intérieur du parc au camp de Skukuza. La décision est ajournée à la suite du tollé provoqué dans la population afrikaner.

### Au XXIe siècle
En 2025, près de 2 millions d’hectares d’une diversité inégalée de formes de vie fusionnent avec des sites historiques et archéologiques, c’est la véritable Afrique. Le Parc national Kruger, de renommée mondiale, offre une expérience de la faune qui se classe parmi les meilleures d’Afrique. Le parc préserve également d’importants trésors culturels, tels que des peintures rupestres de bushmen et des sites archéologiques comme Masorini et Thulamela, et les ruines d’Albasini (en) reflétant des siècles d’interaction humaine avec l’environnement et l’histoire.

## Plantes
Le Parc national Kruger est divisé en 6 écosystèmes de 1 982 espèces de plantes. Il existe 336 espèces d'arbres. Parmi eux, on trouve entre autres les Baobabs (Adansonia), le Jackalberry (Diospyros mespiliformis), le Knob-Thorn (Senegalia nigrescens), le Mopane (Guibourtia coleosperma), l'Arbre à saucisses (Kigelia Africana), le Marula (Sclerocarya birrea), ainsi que de nombreuses autres espèces.

Divers arbres
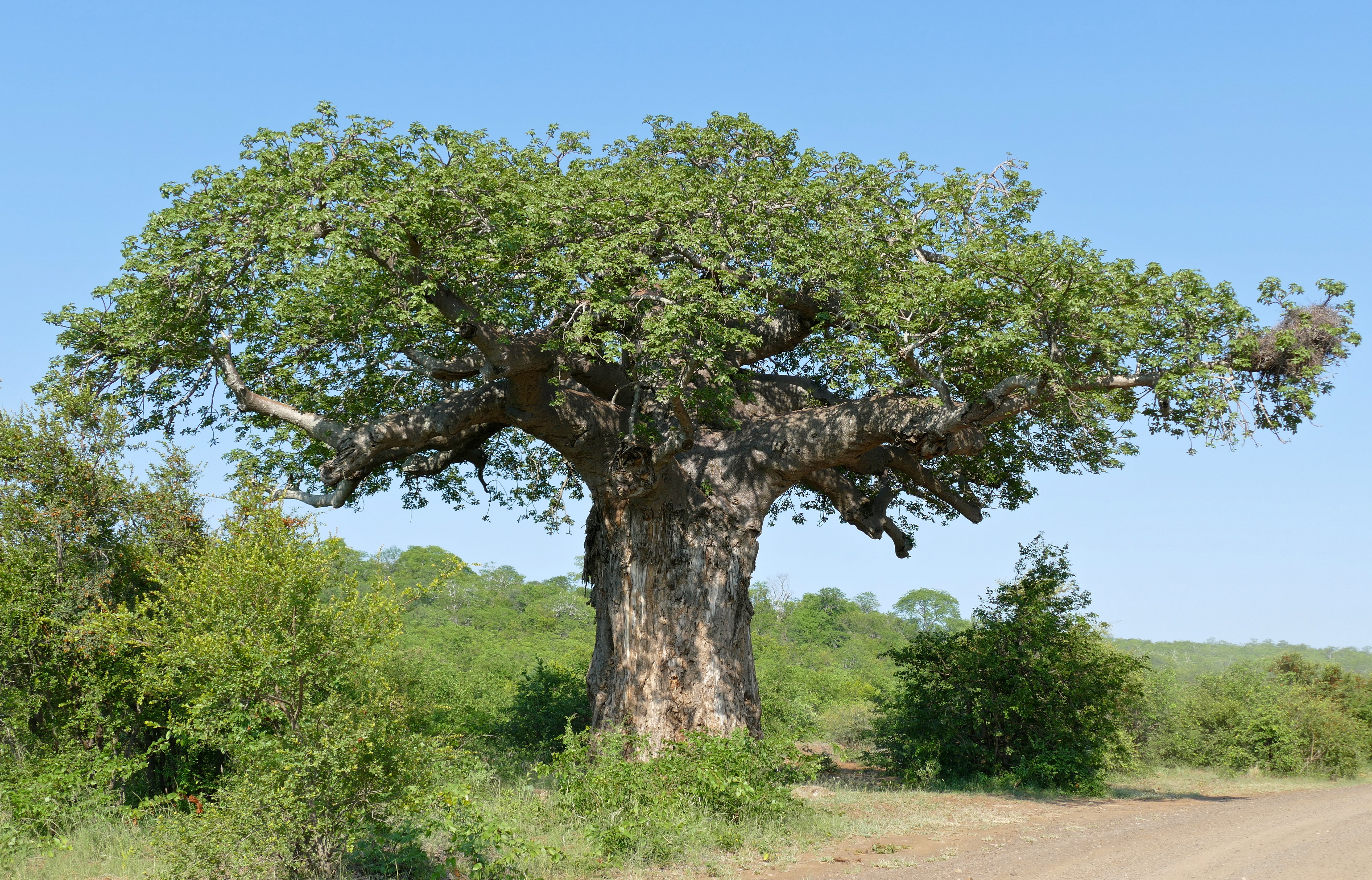
Baobab africain, Parc national Kruger, Afrique du Sud.
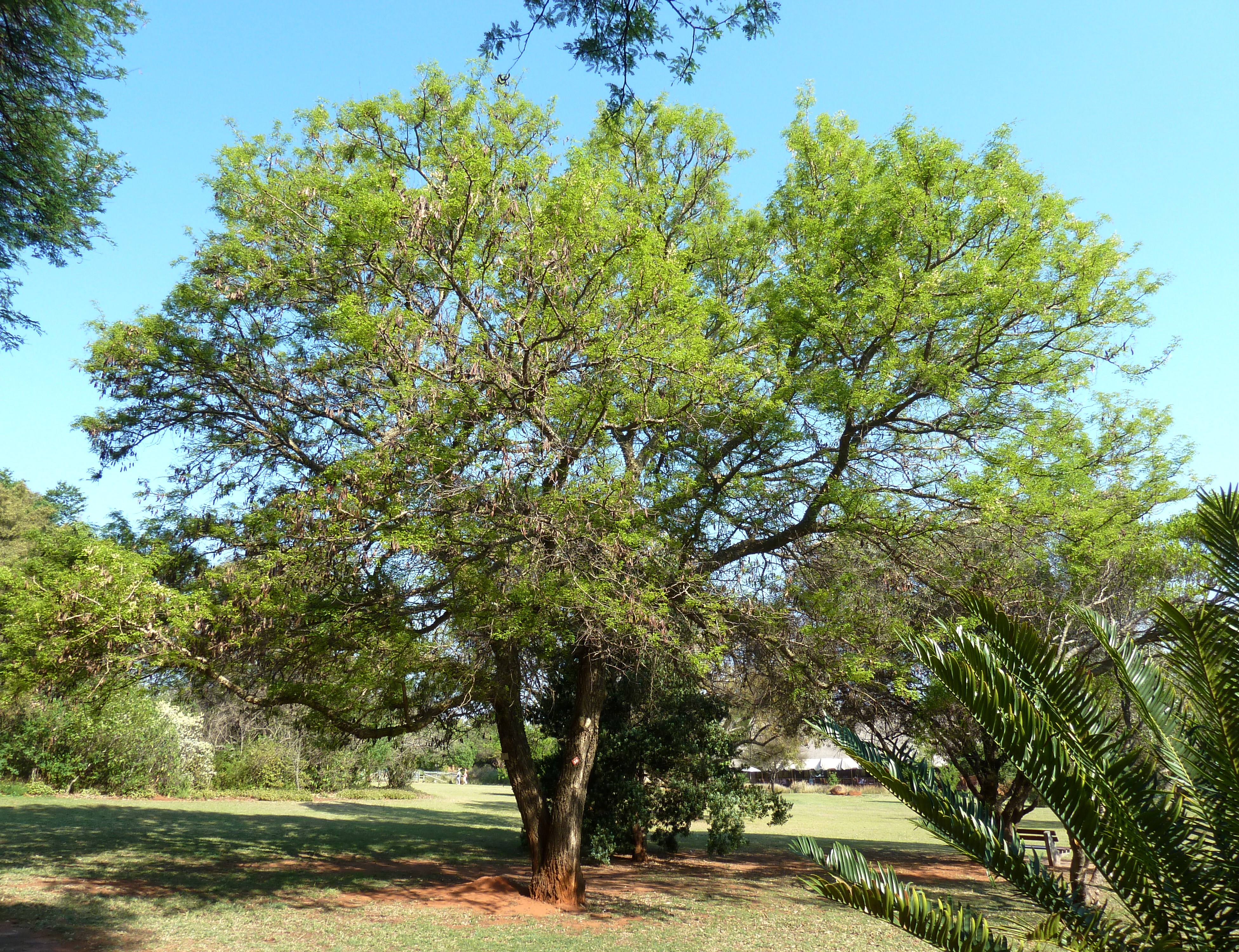
Senegalia nigrescens, arbre à feuillage caduc qui pousse jusqu'à 18 m de haut.
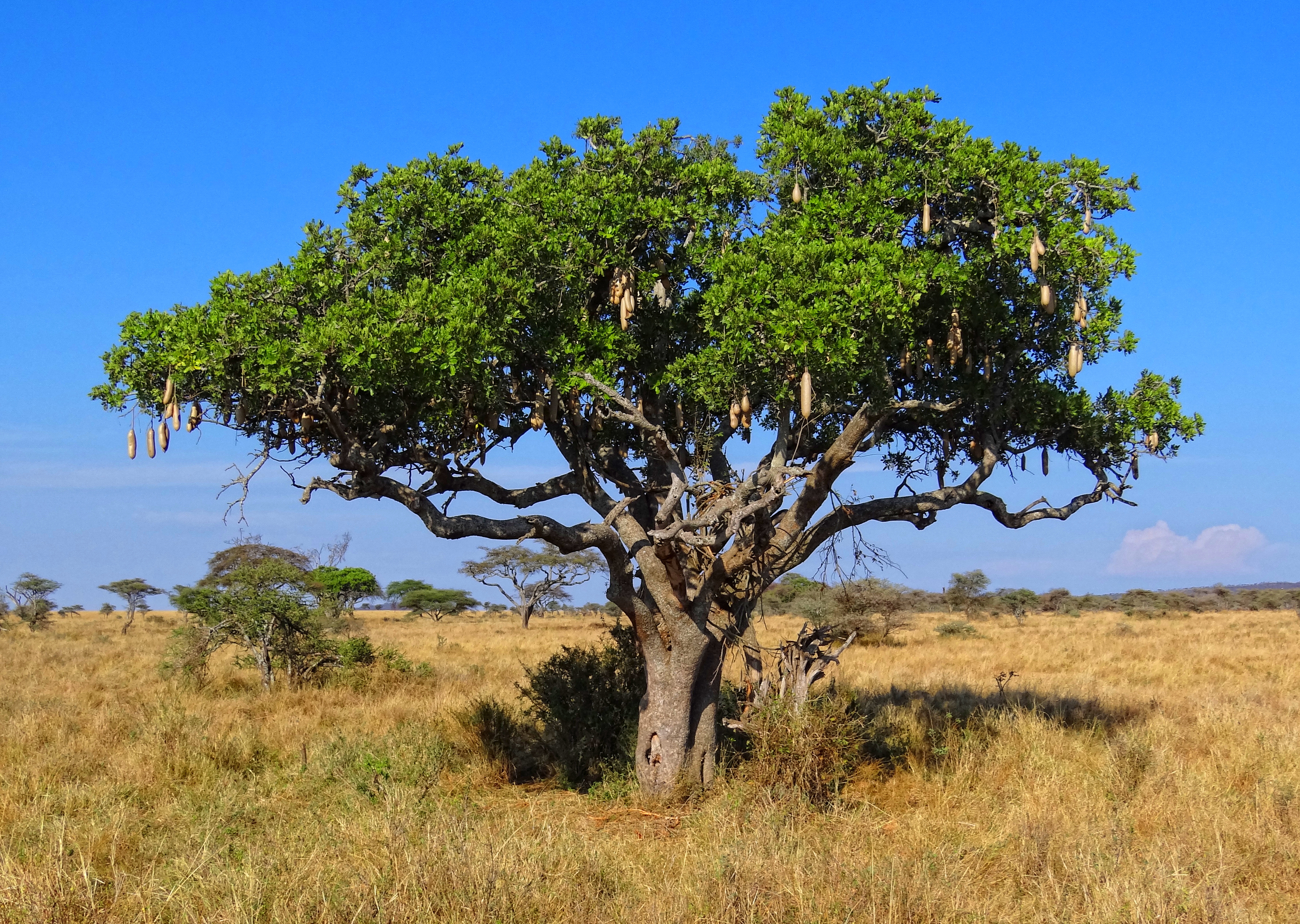
Arbre à saucisses, Les fleurs rouge s'ouvrent la nuit et possèdent une odeur nauséabonde.
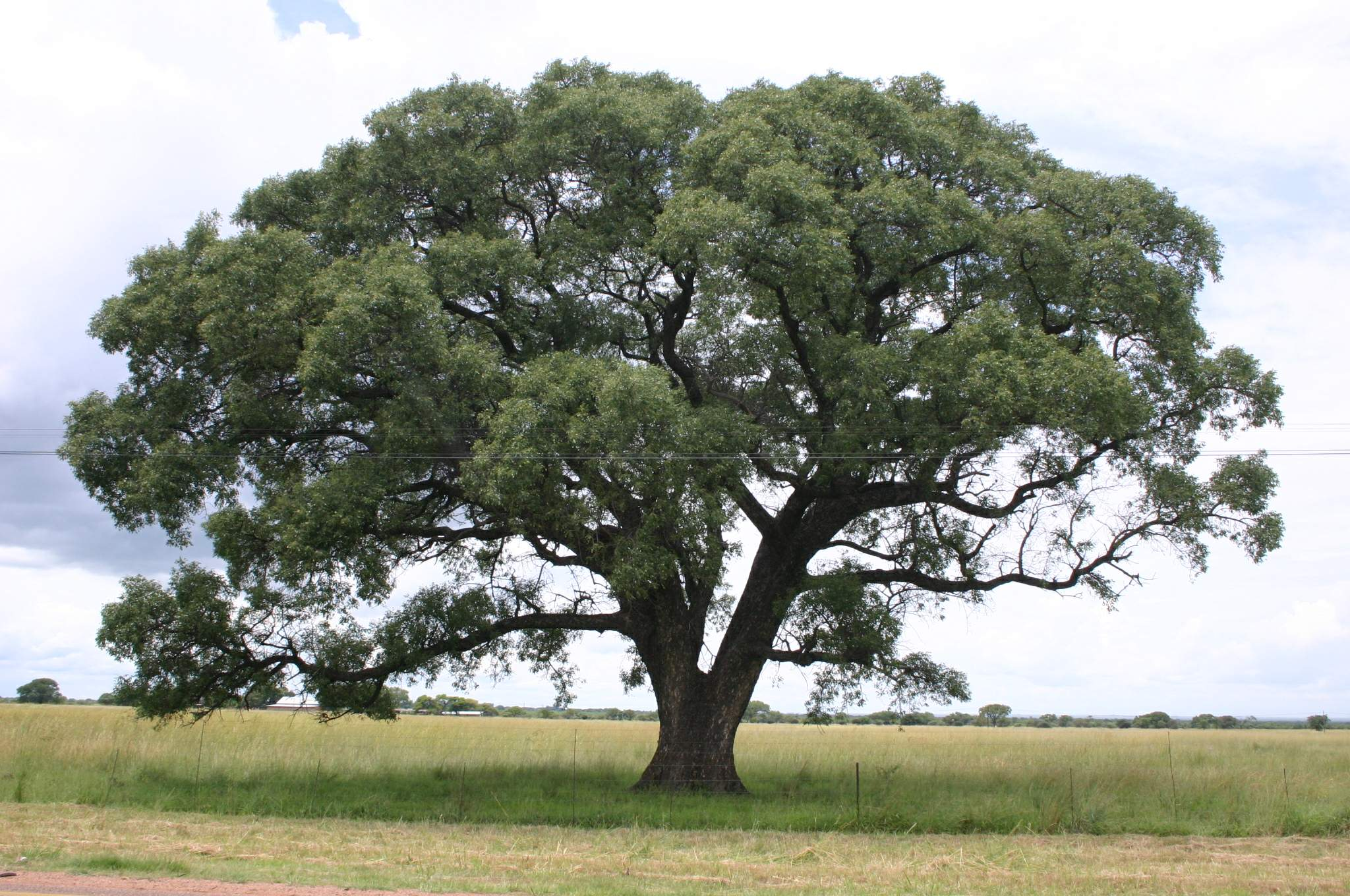
Marula, appelé encore localement « arbre-éléphant ».

## Végétations
Le parc national Kruger étant si vaste, il possède naturellement une énorme diversité botanique. De manière simpliste, le parc national Kruger peut être divisé en 16 macro-écozones. La moitié nord du parc, au nord de la rivière Olifants, est principalement constituée de mopane, tandis que le sud des Olifants, les écozones sont thornveld et Bushveld.

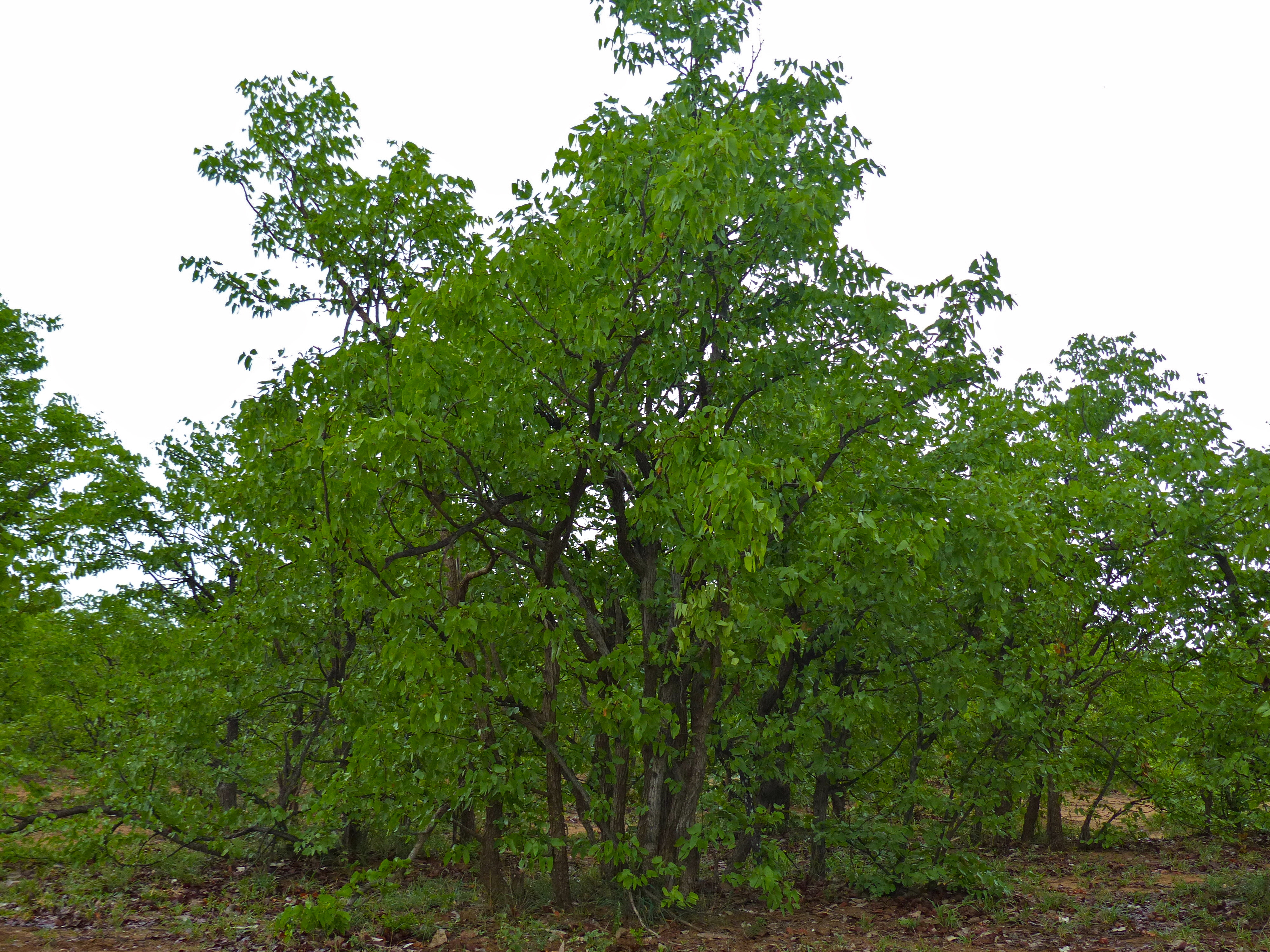
Colophospermum mopane.
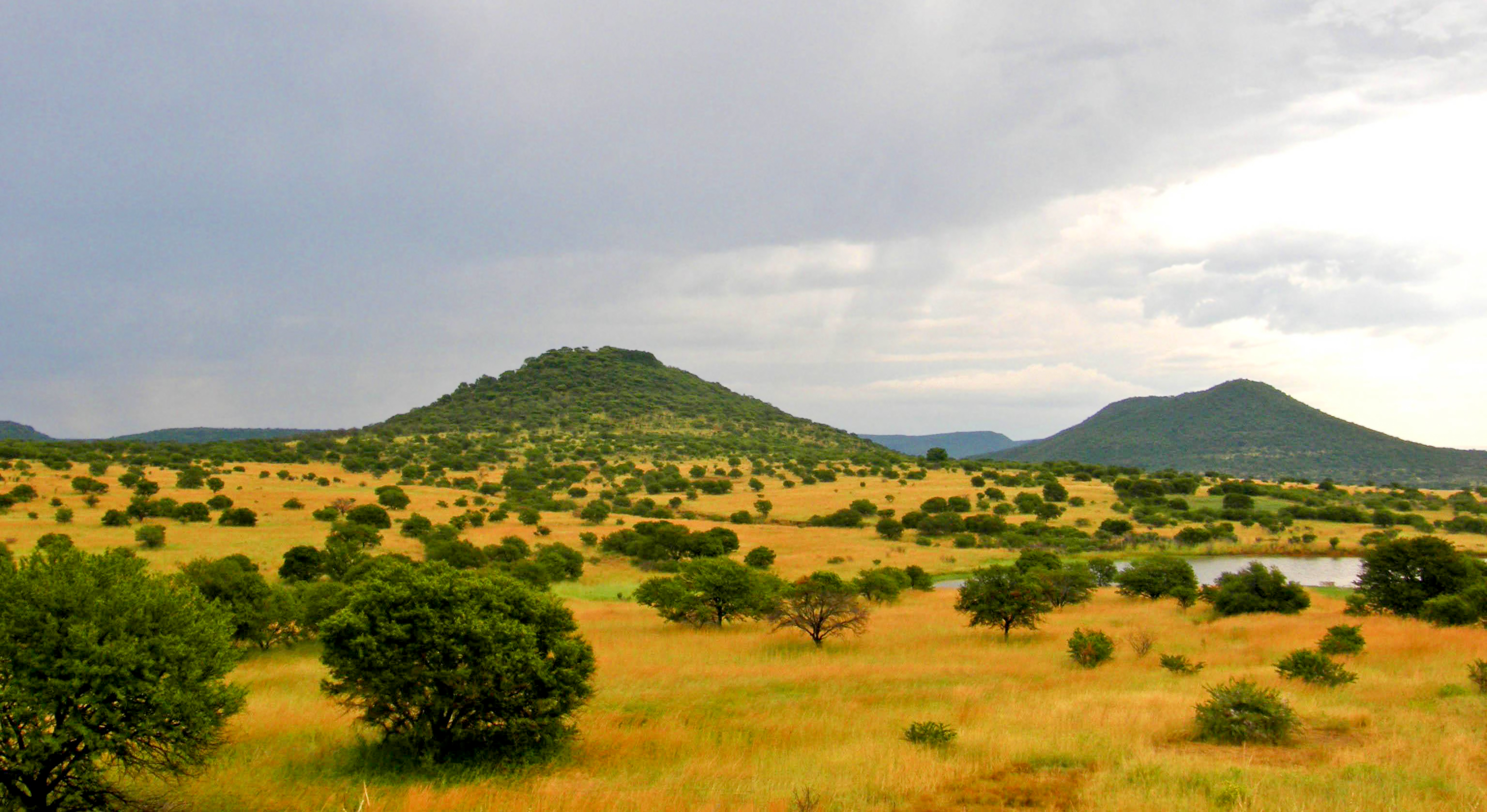
Hautes terres de veld/savane.
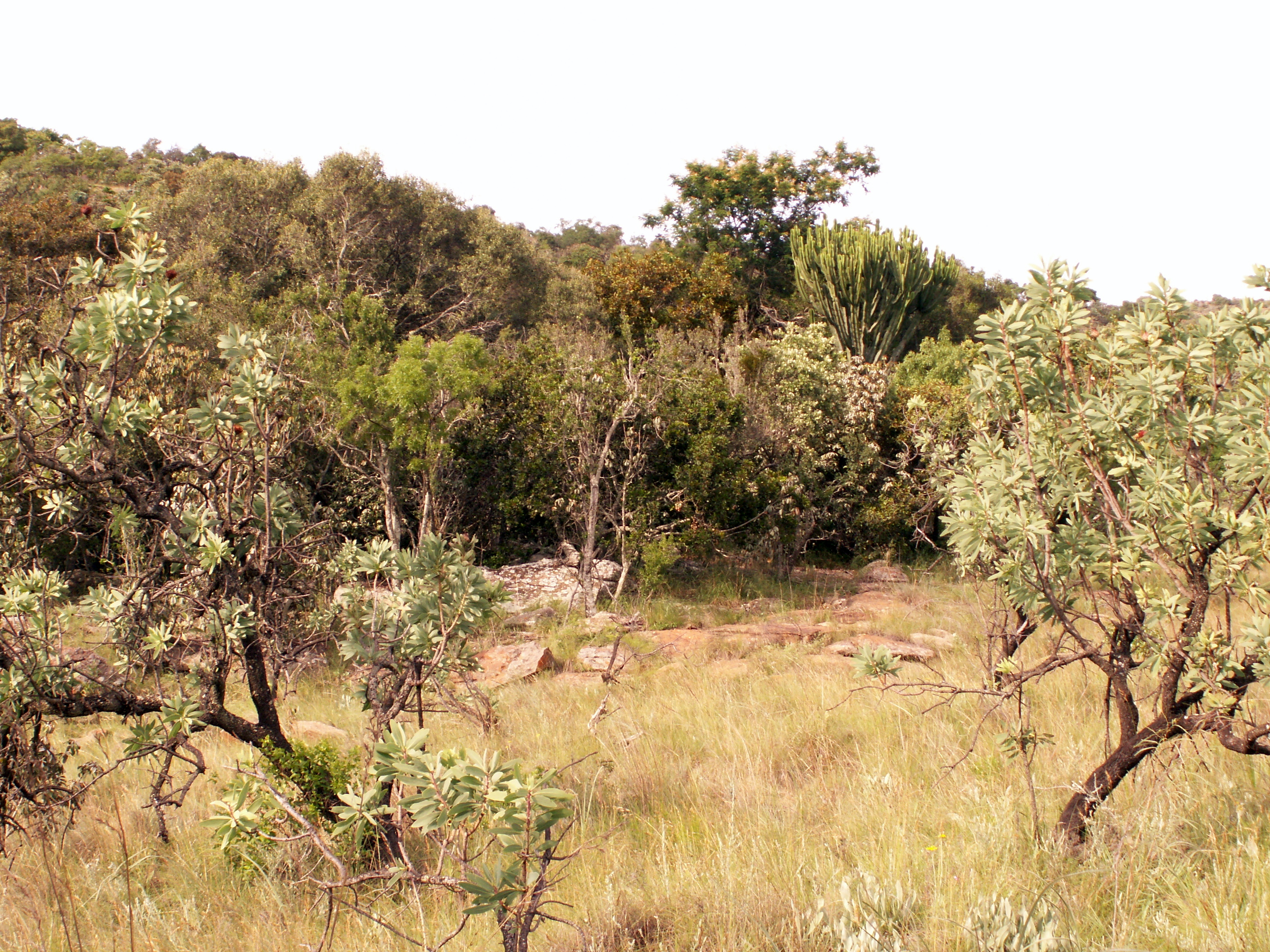
Flore du Bushveld.
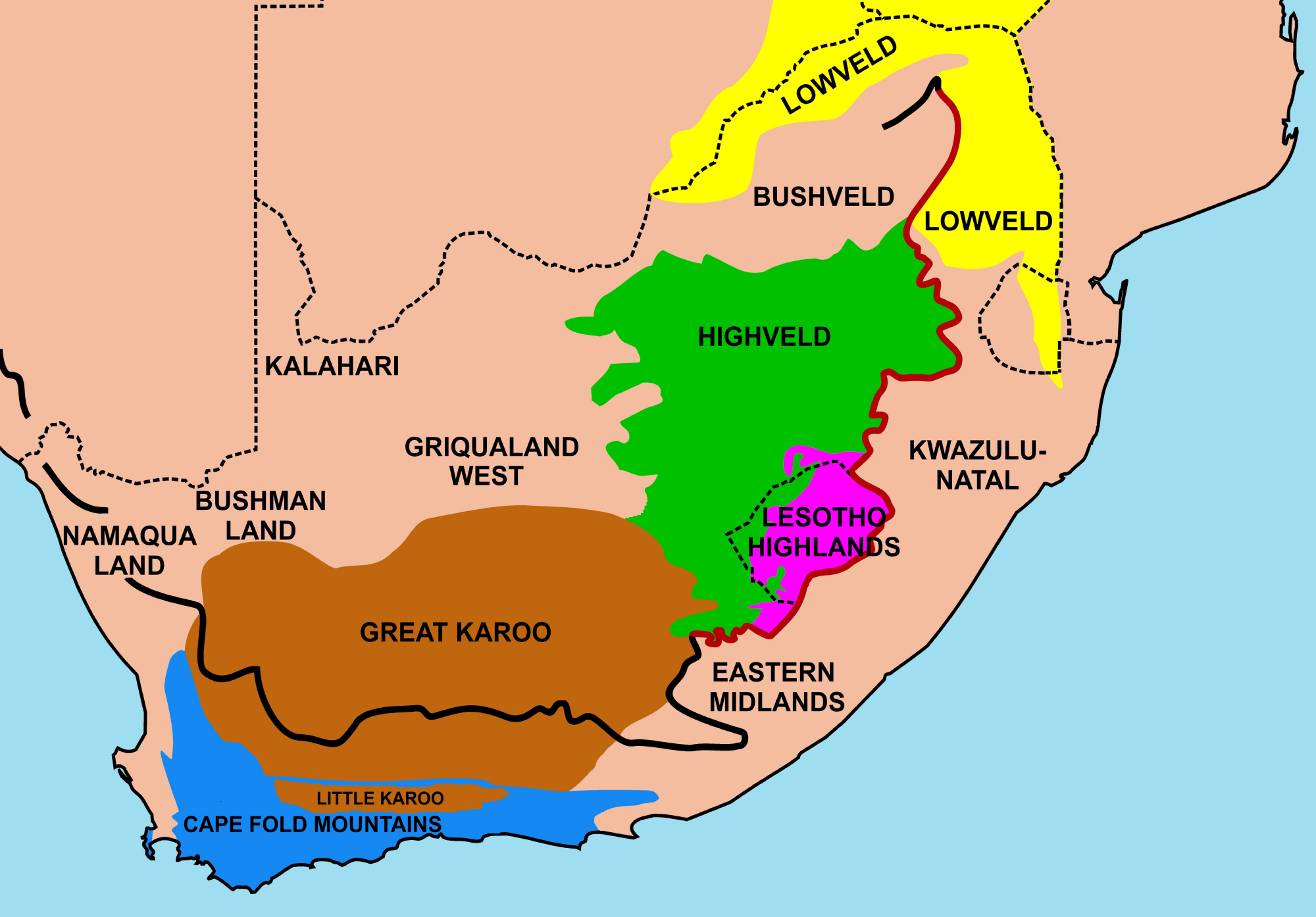
Haut-veld et bas-veld en Afrique australe.

## Oiseaux
Plus de 517 espèces d'oiseaux ont été recensées dont 253 sont endémiques du parc. On peut citer notamment : Autruche, Pintades, Francolins, Canards, Cigognes, Hérons, Rapaces, Pigeons, Perroquets, Martins-pêcheurs, Guêpiers, Rolliers, Pics, Laniidae, Drongos, Bulbuls, Tisserins, Alouettes, Merle métallique...
Parmi les espèces les plus remarquables signalons : le Jabiru du Sénégal, l'Outarde kori, l'Aigle martial, l'Aigle fascié, l'Aigle ravisseur, le Pygargue vocifer, le Circaète à poitrine noire, le Circaète brun, le Vautour oricou, le Bateleur des savanes, la Chouette-pêcheuse de Pel, le Calao terrestre...

Divers Oiseaux
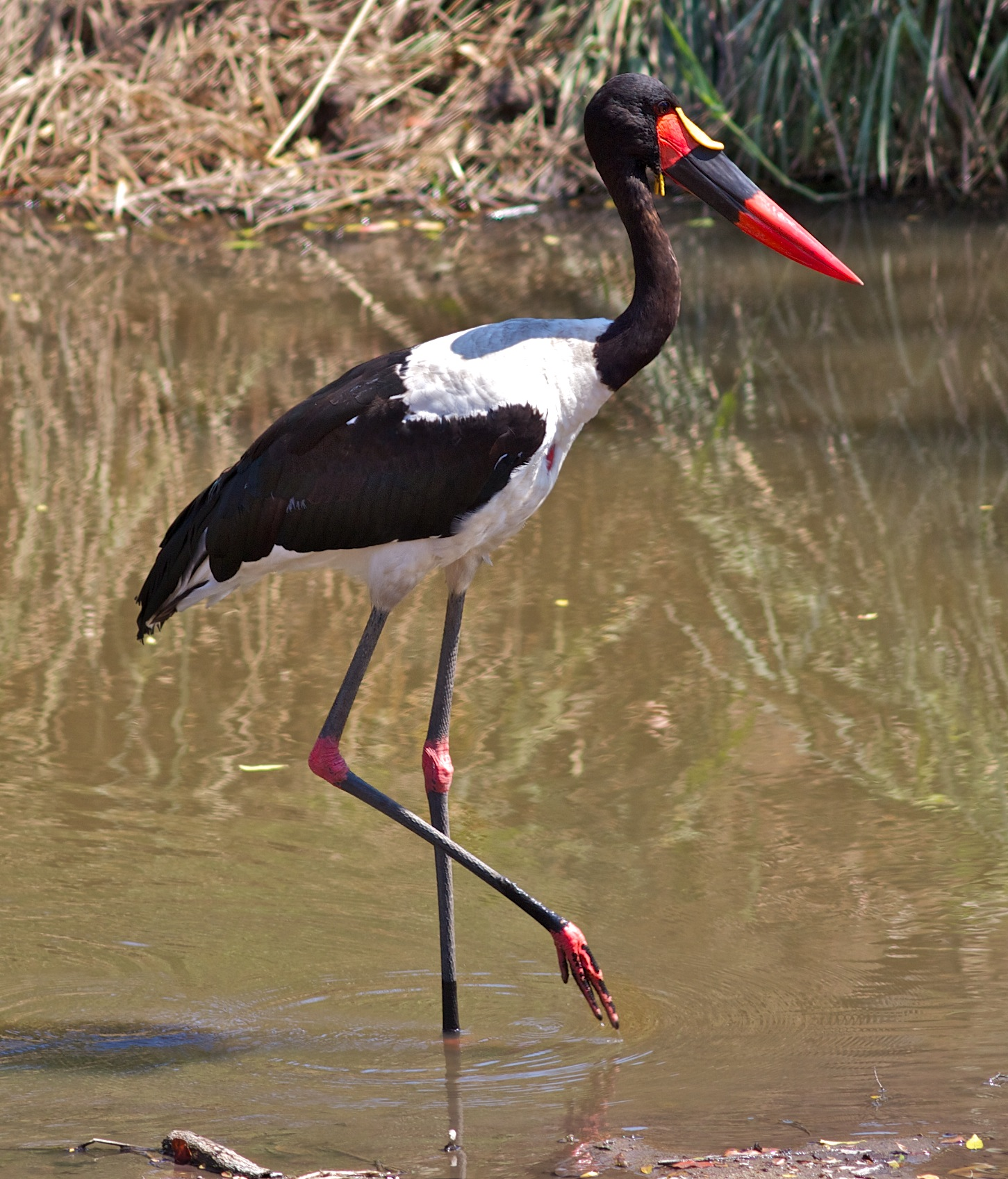
Jabiru d'Afrique
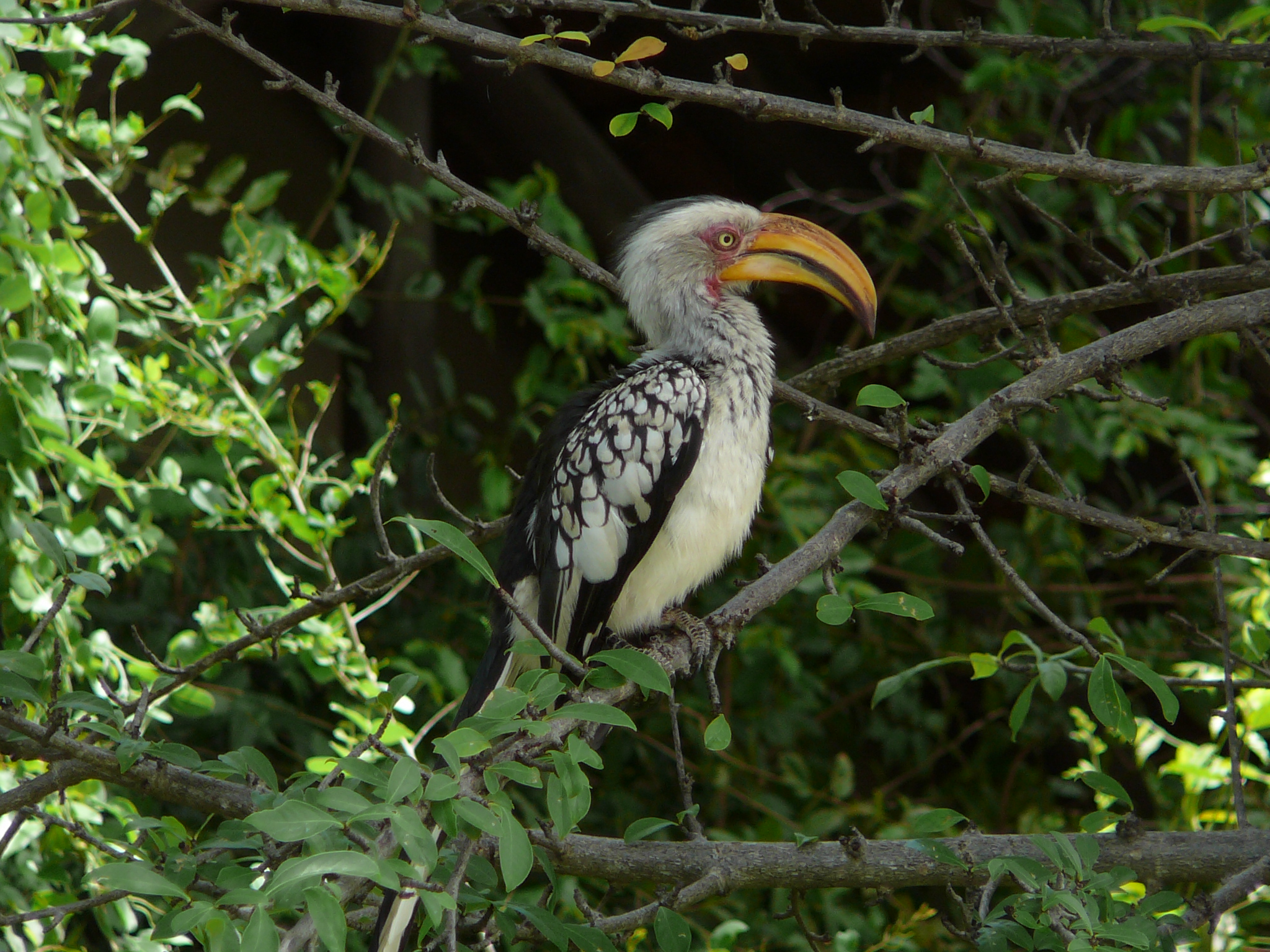
Calao leucomèle.
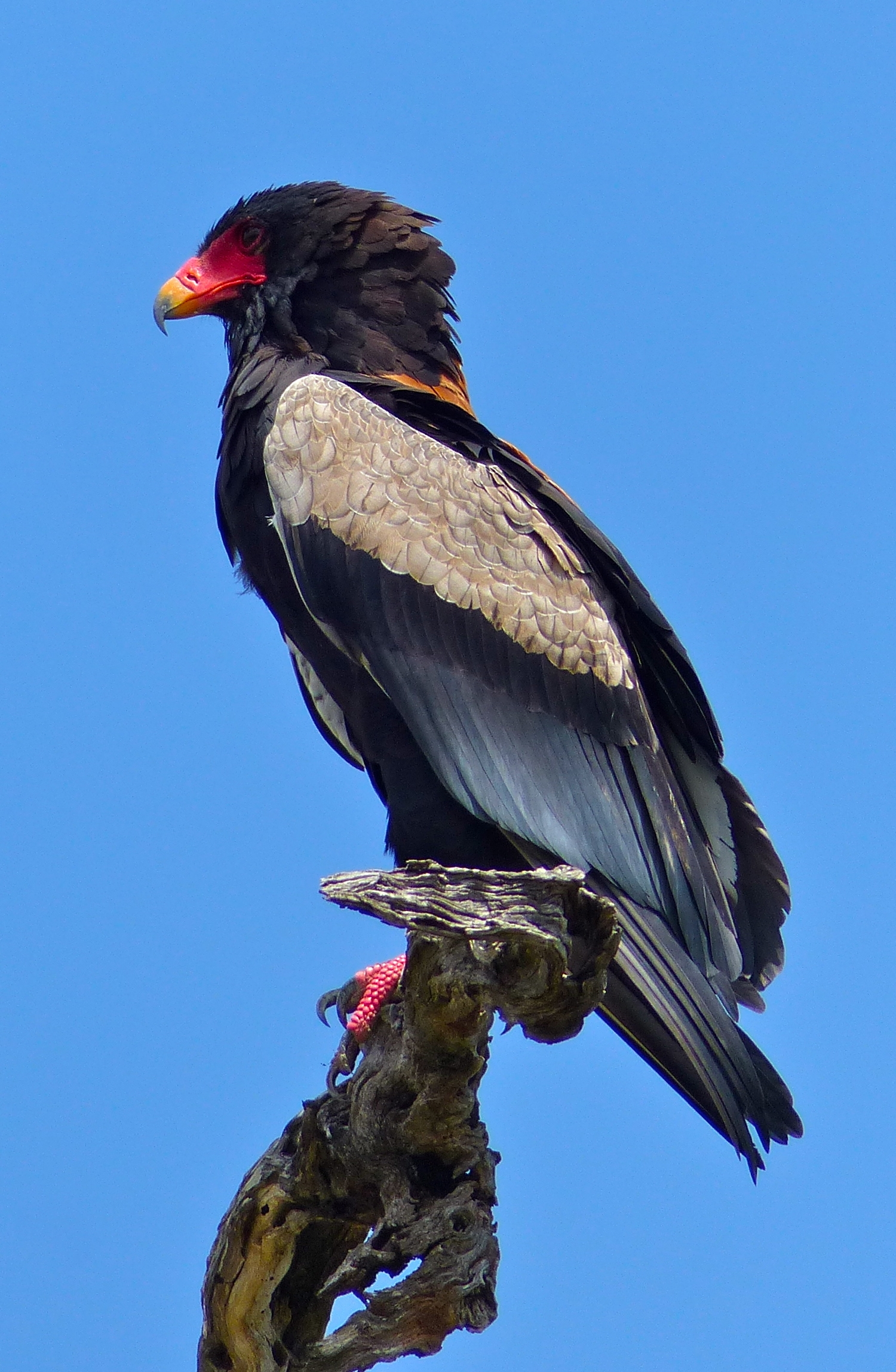
Bateleur des savanes.
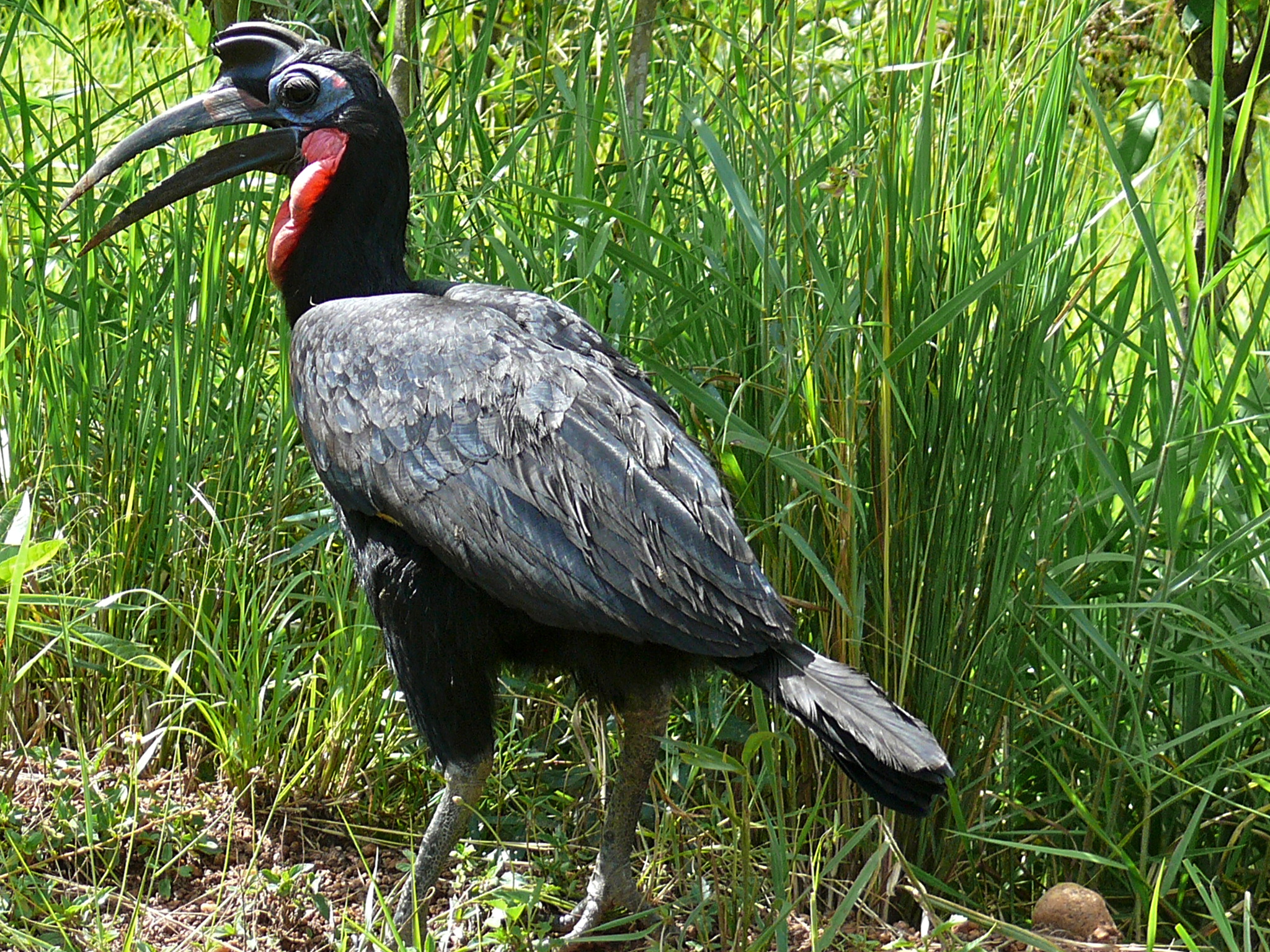
calao caffre.

## Mammifères
Les cinq grands animaux regroupés sous le vocable Big Five (les plus recherchés par les chasseurs et aujourd'hui par les touristes) — lions, éléphants, léopards, rhinocéros et buffles — se trouvent en abondance à Kruger. En 2004, on y dénombre 147 espèces de mammifères, dont à peu près 1 500 lions, 1 000 léopards, 200 guépards, 350 lycaons, 
2 000 hyènes, 11 670 éléphants d'Afrique, 5 000 rhinocéros blancs, 350 rhinocéros noirs, 32 000 zèbres, 3 000 hippopotames, 3 800 phacochères, 9 000 girafes, 25 150 buffles d'Afrique, 300 élands, 550 hippotragues noirs, 5 000 grands koudous, 150 000 impalas…
Depuis 1989, le parc n'abat plus les éléphants en surnombre mais tente de procéder à des délocalisations vers d'autres parcs.
En 2004, la population d'éléphants a atteint cependant 11 670 individus alors que le parc Kruger n'est prévu que pour 8 000 éléphants. La contraception animale est utilisée depuis 1995.
Le Kruger National Park détient plus de 48 tonnes d'ivoire. Il est autorisé à en vendre 30 tonnes.
Parmi les mammifères, citons également le potamochère, le caracal...

Big Five...
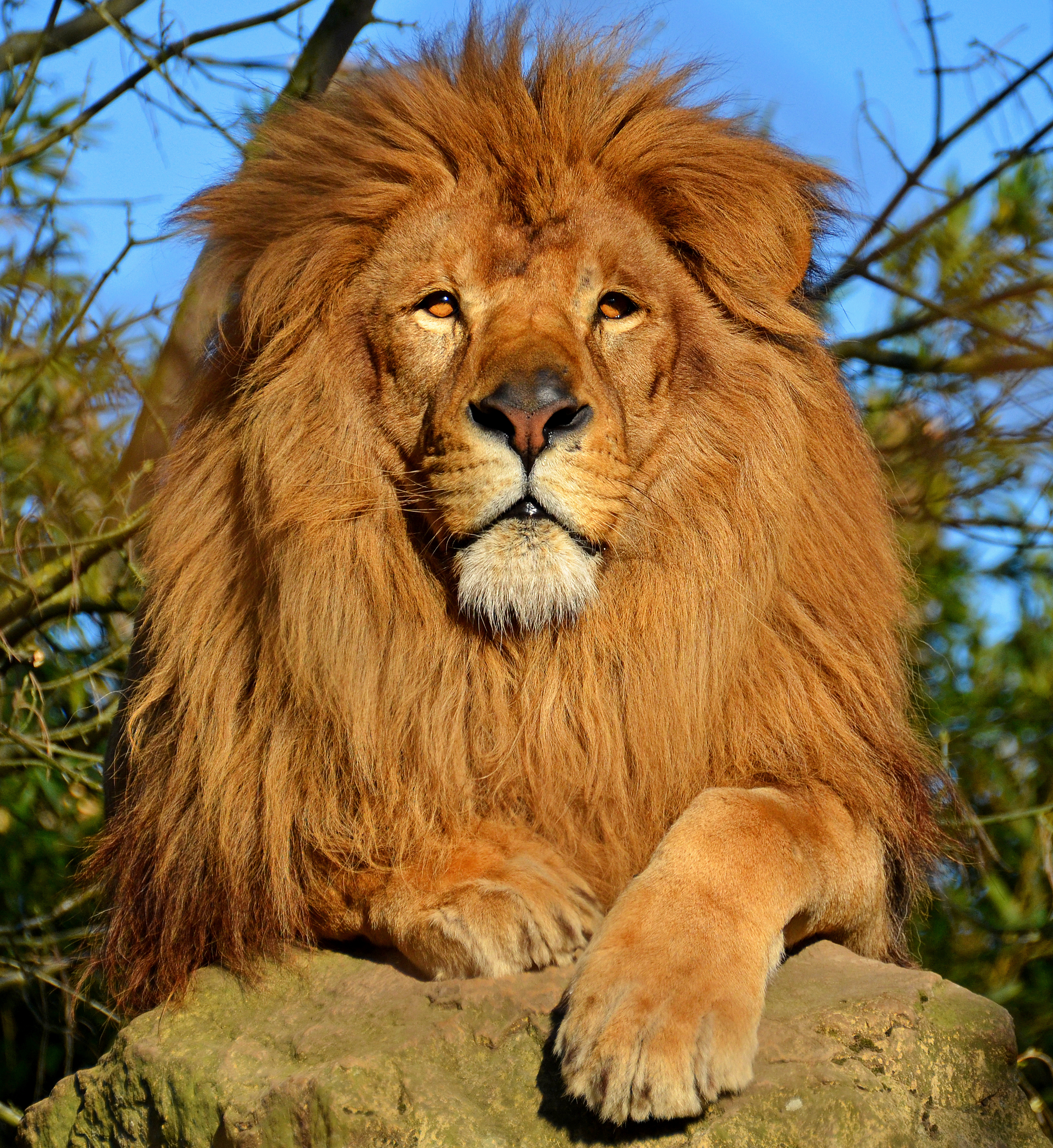
Lion mâle adulte.
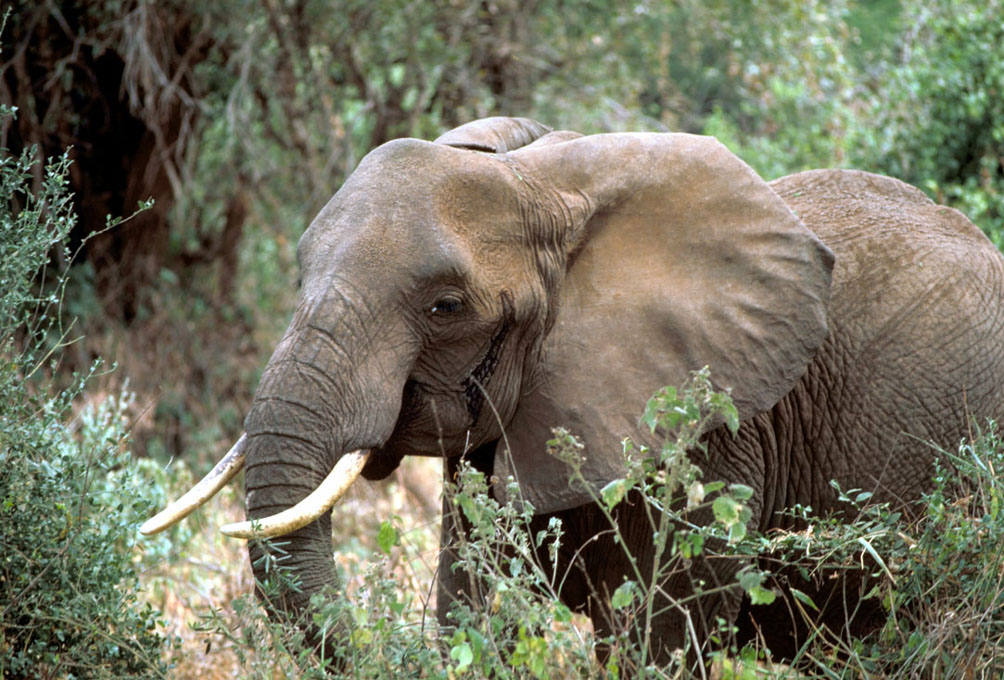
Éléphant d'Afrique.
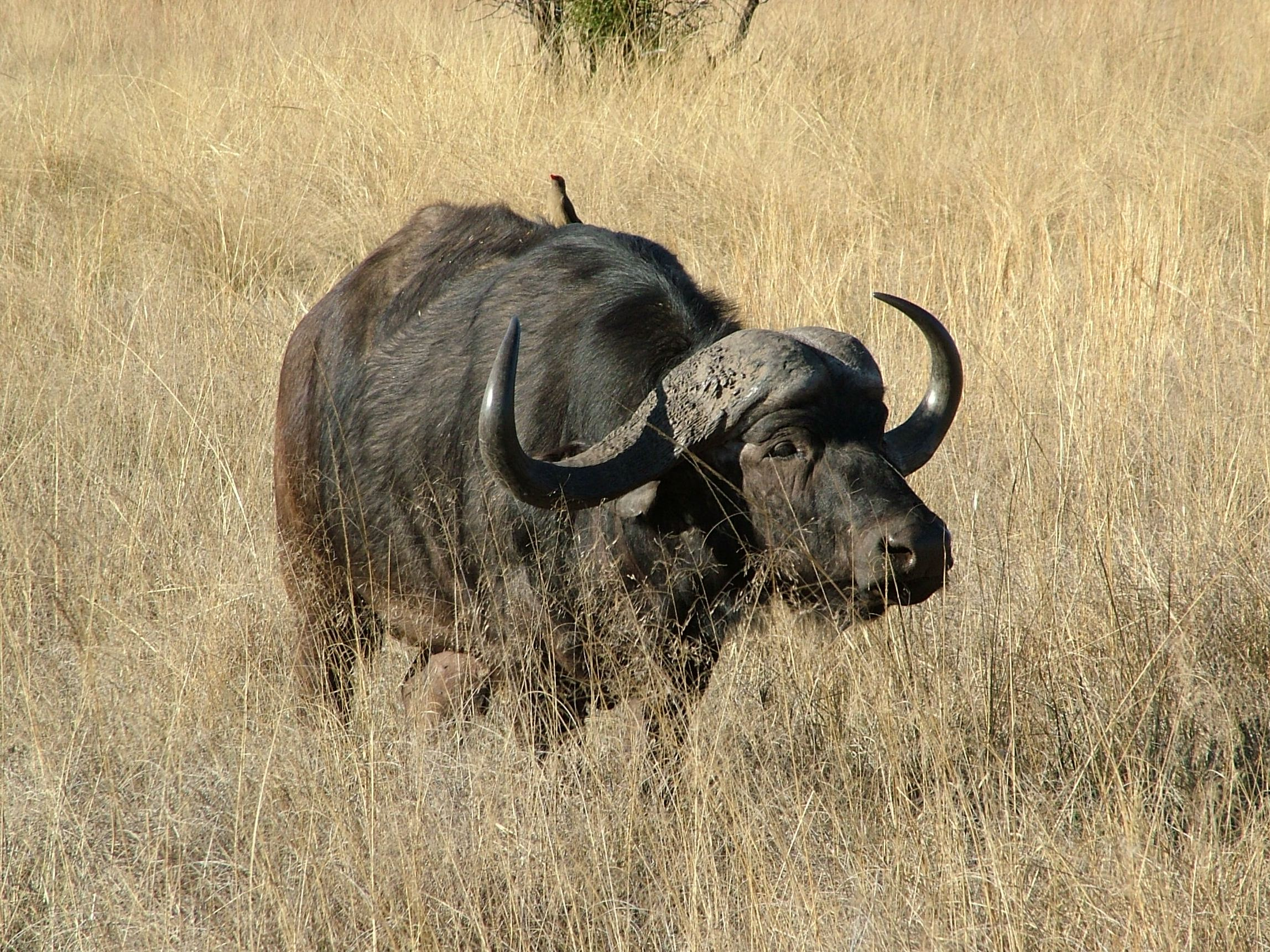
Buffle d'Afrique.
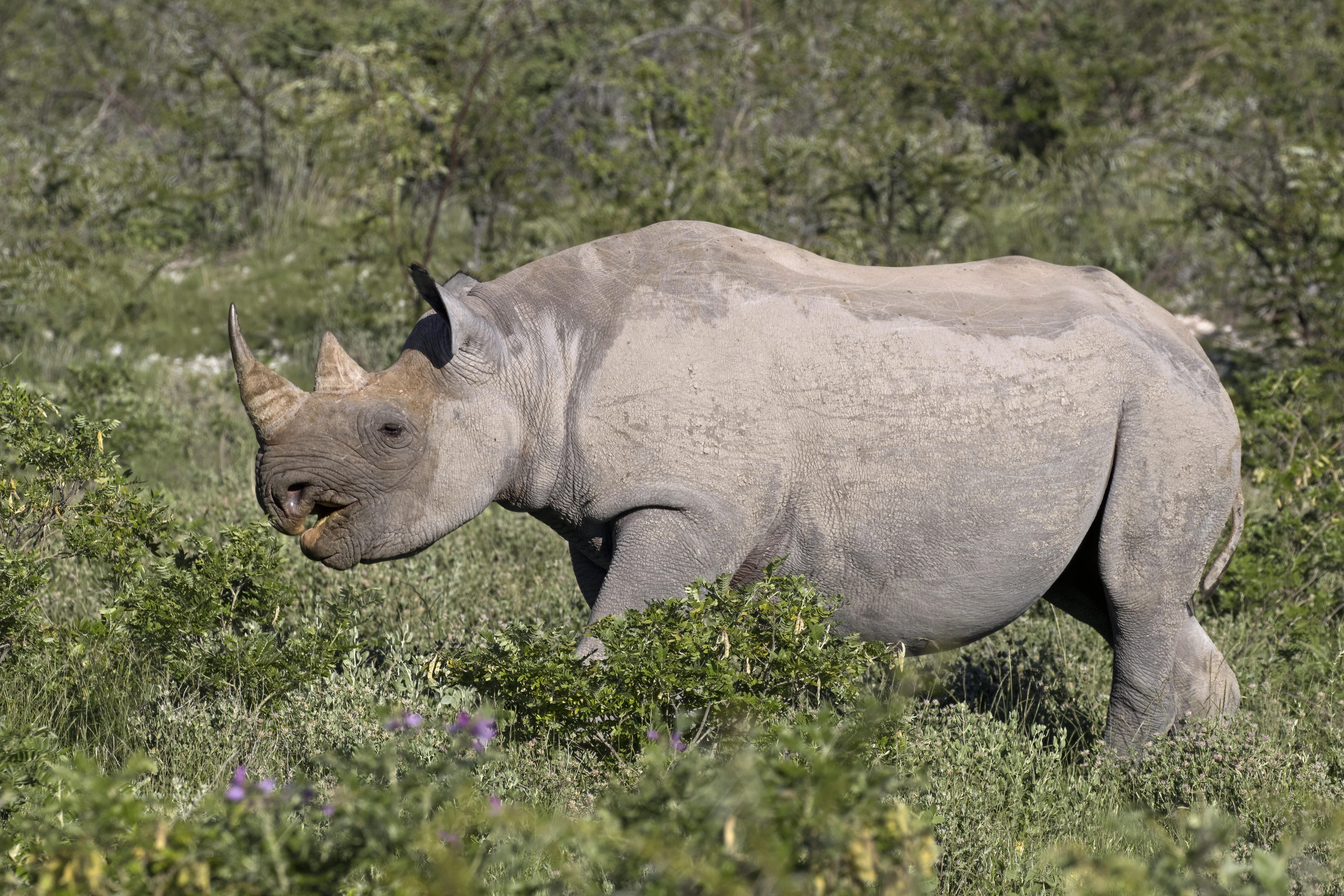
Rhinocéros noir femelle.
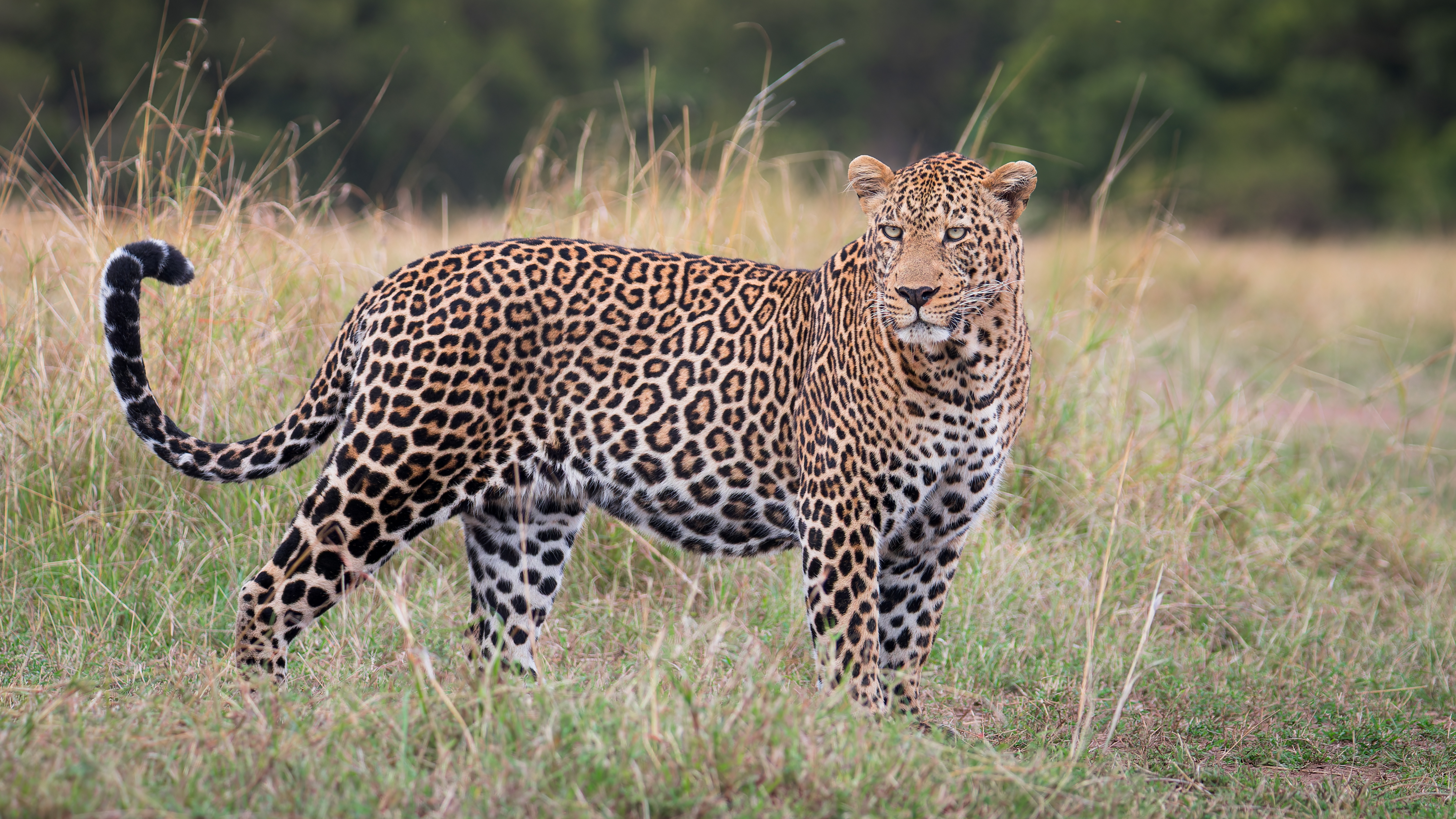
Léopard.

Autres mammifères
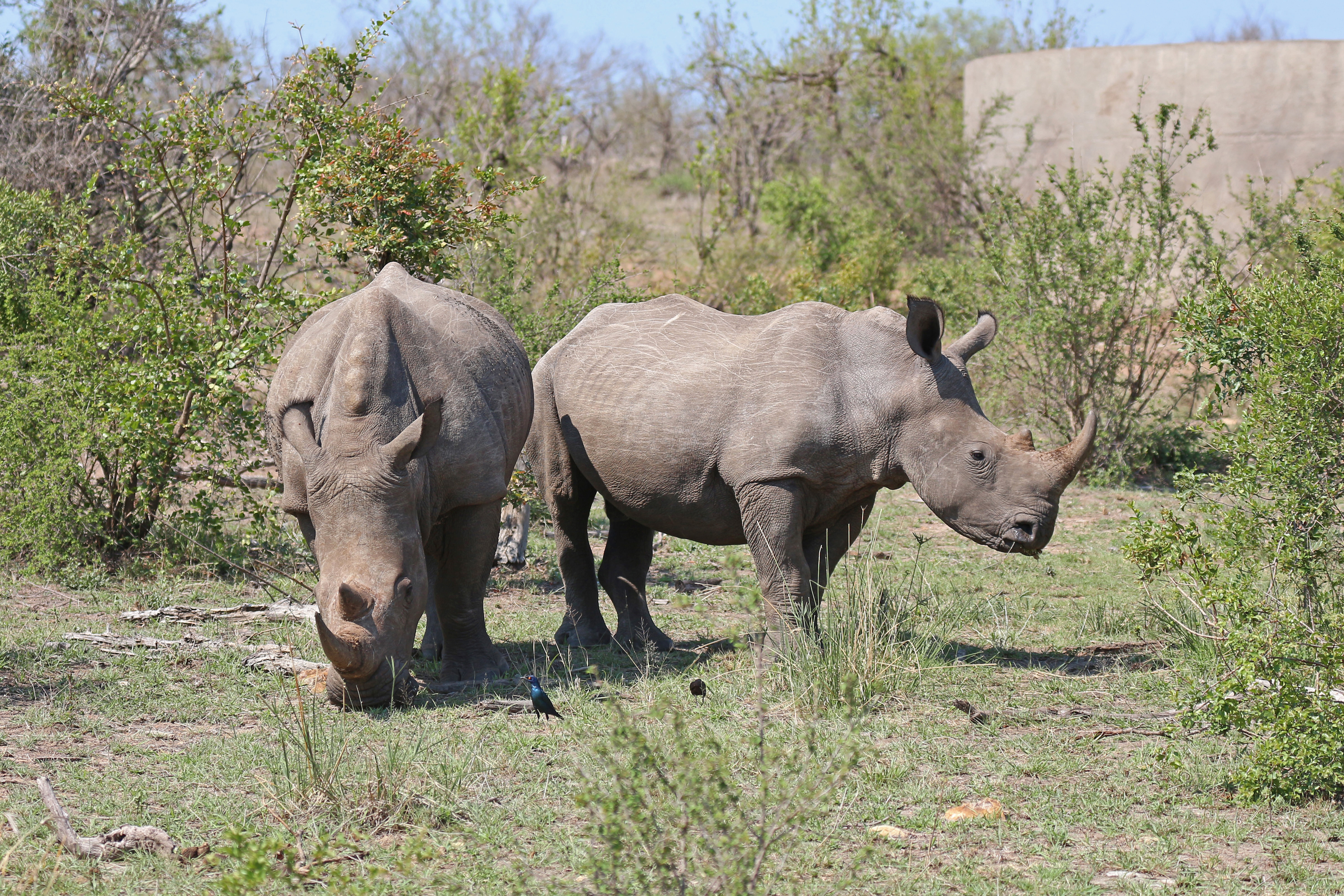
Deux Rhinocéros blanc du Sud.
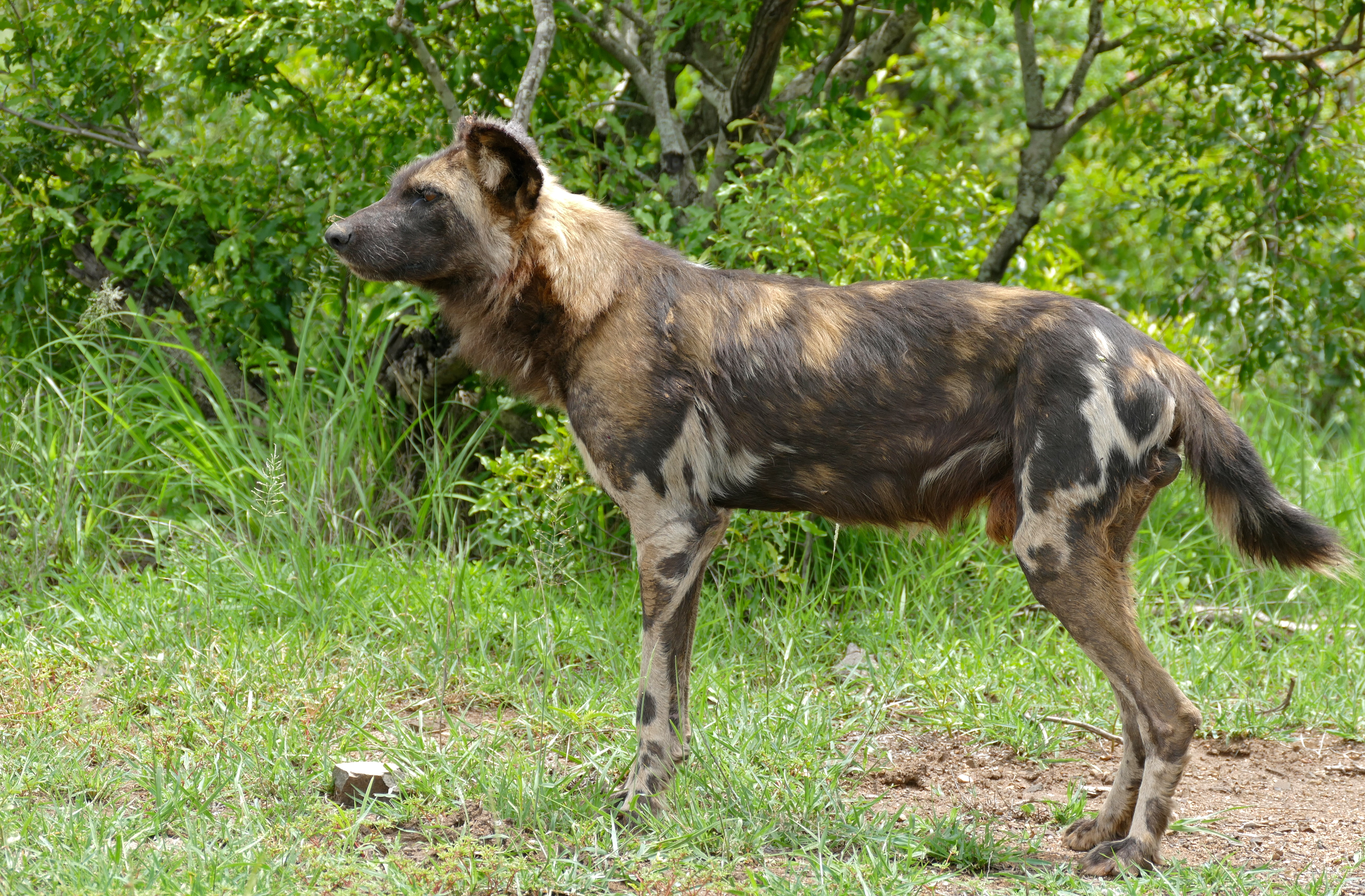
Lycaon mâle.
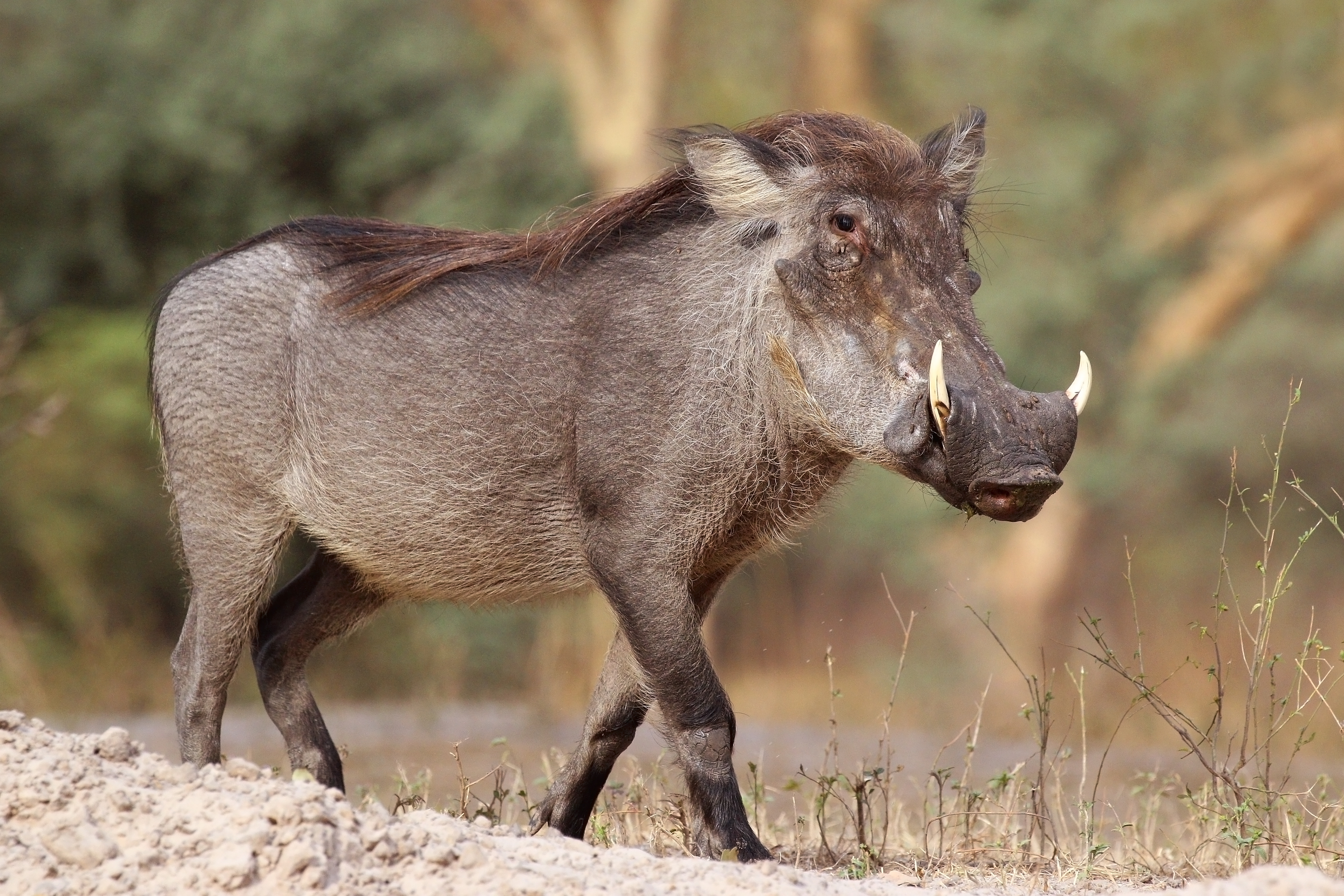
Phacochoerus africanus.
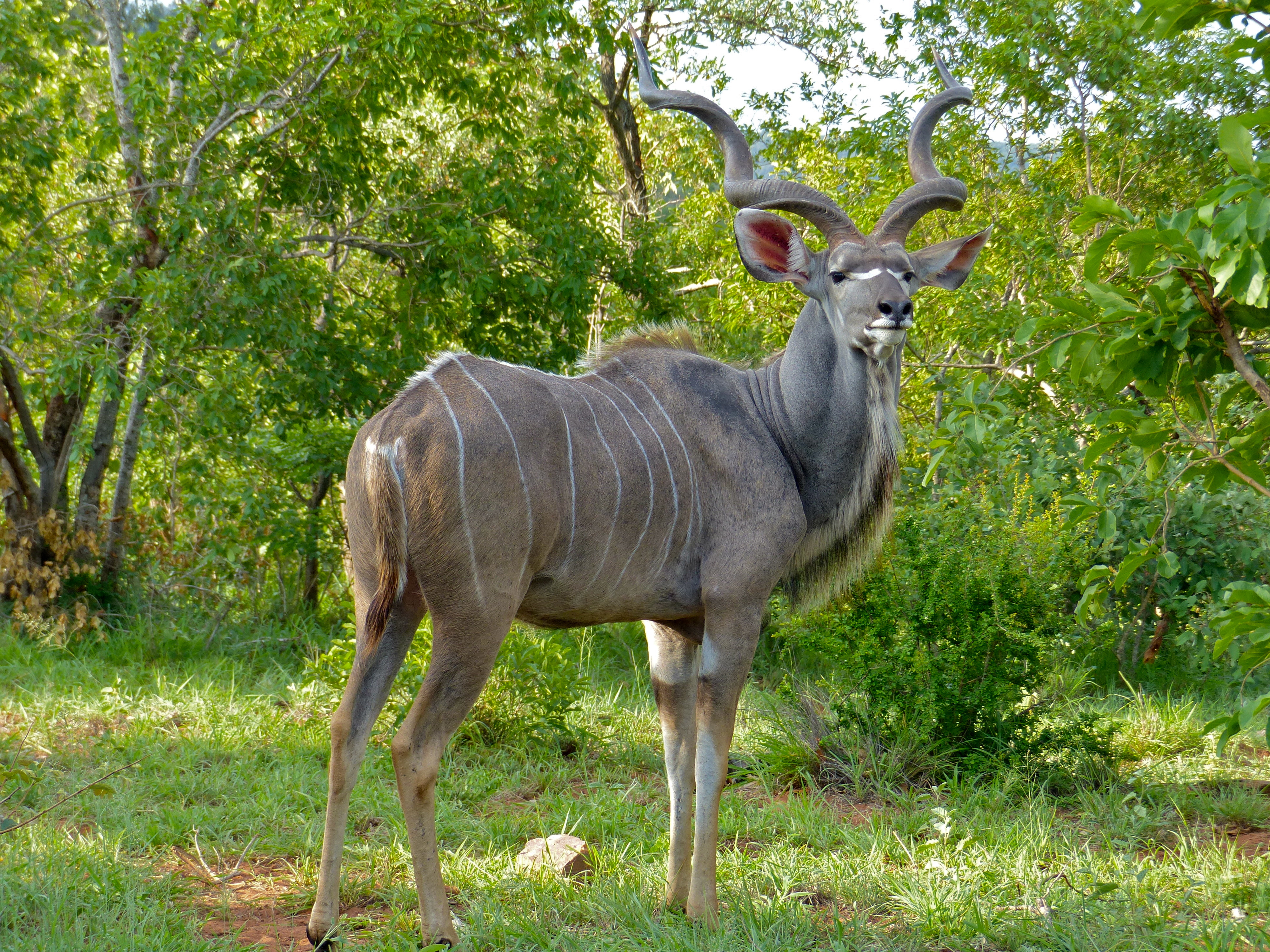
Grand Koudou mâle.
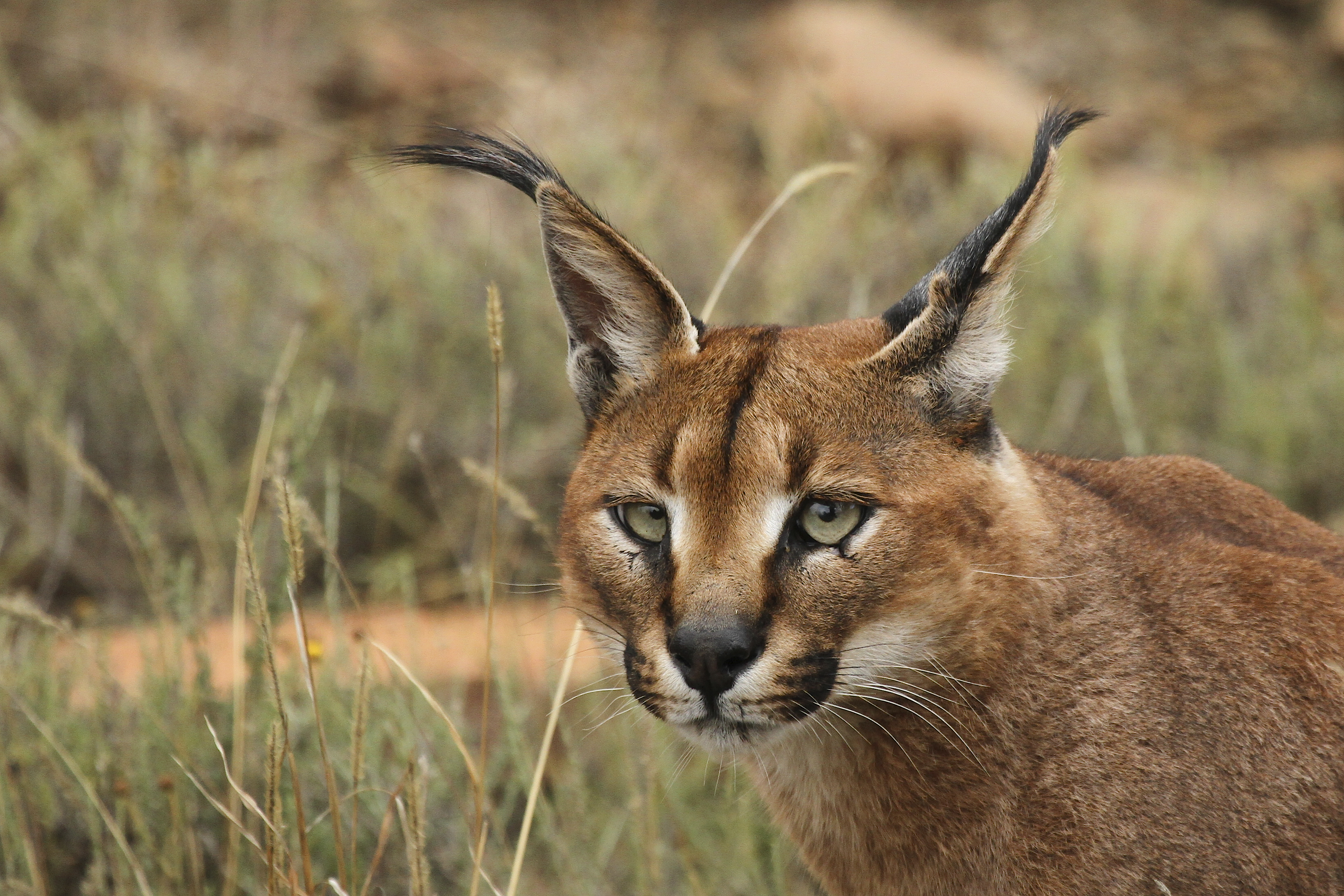
Caracal.
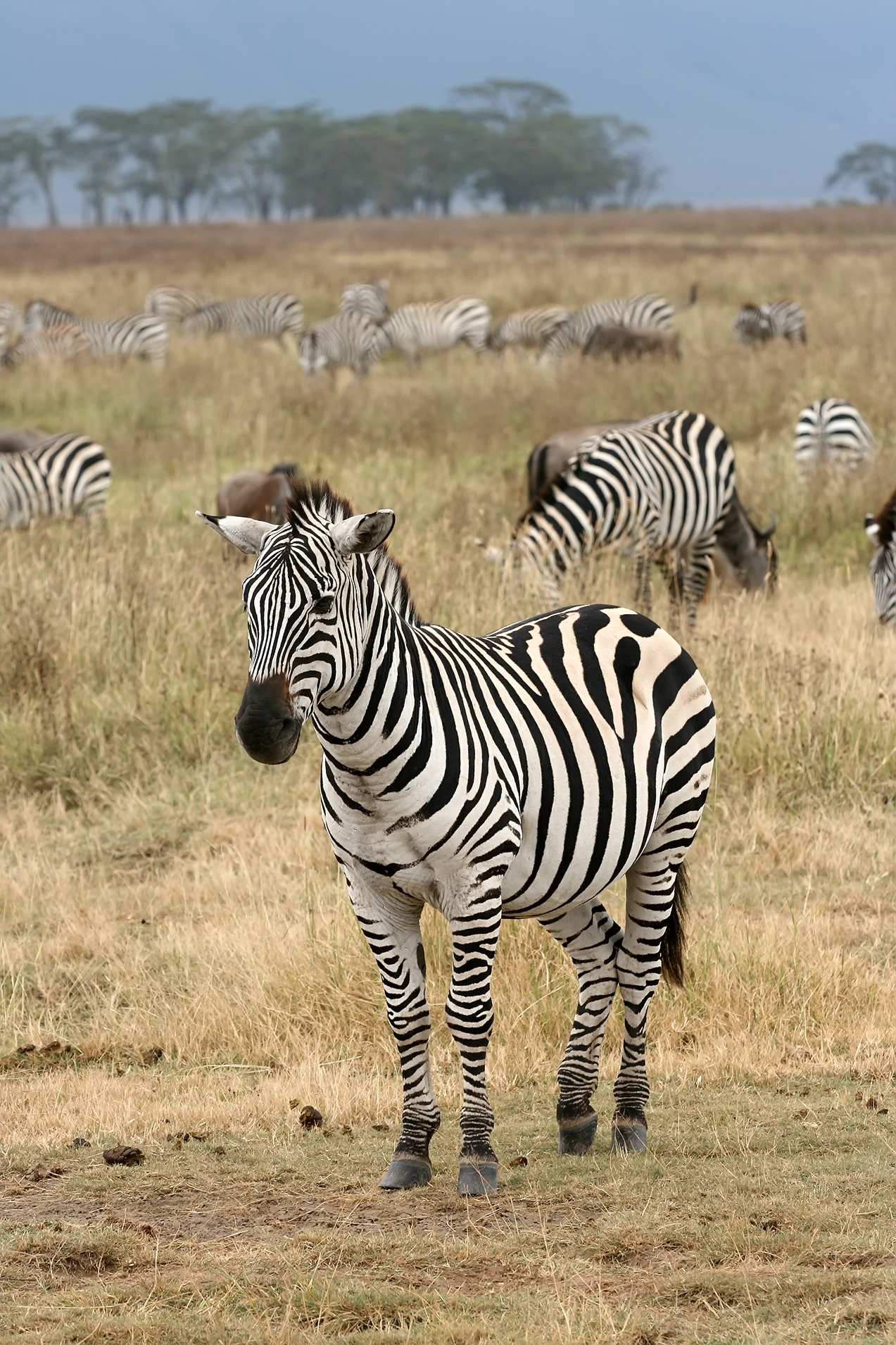
Zèbre.
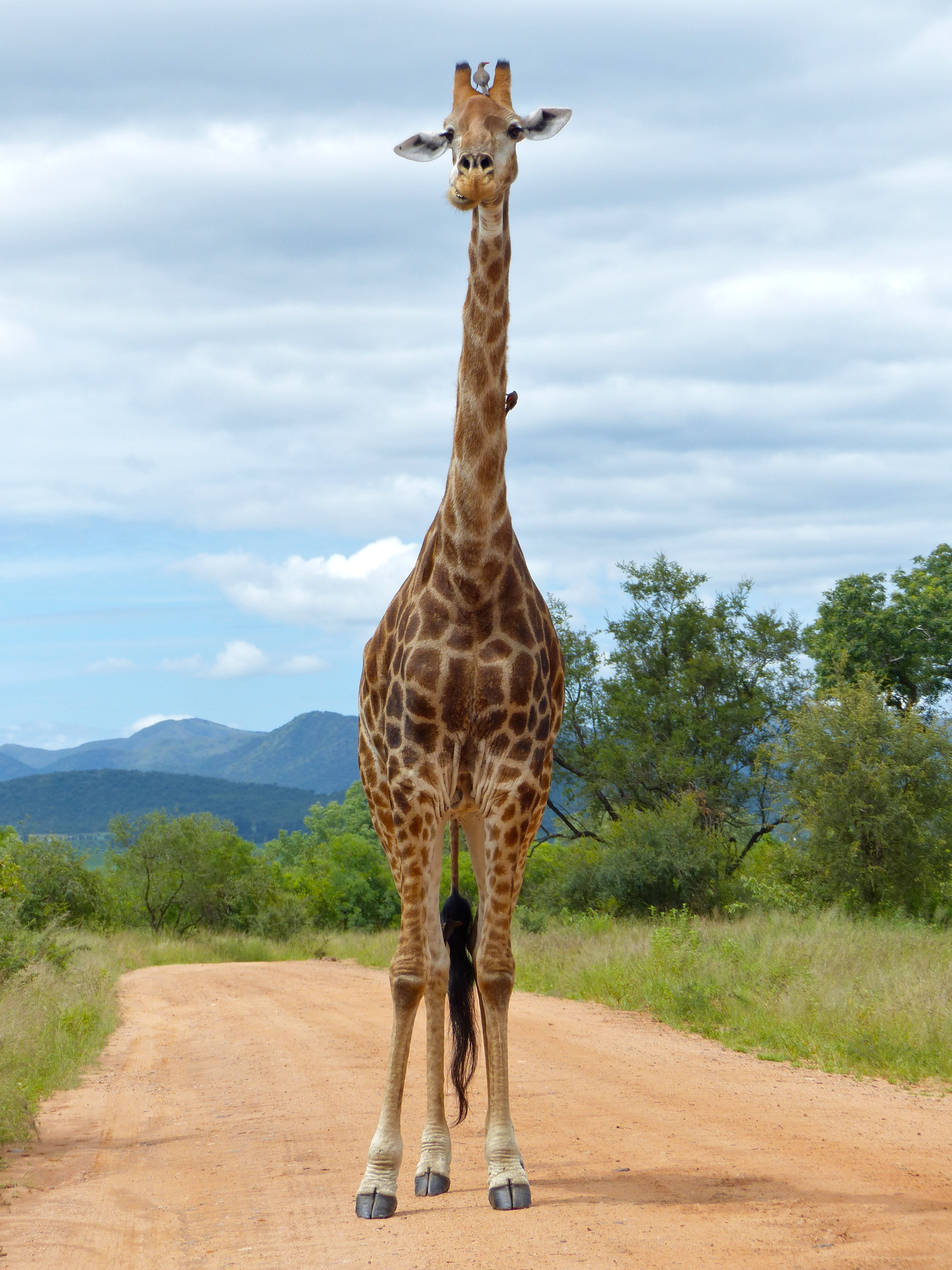
Girafe.
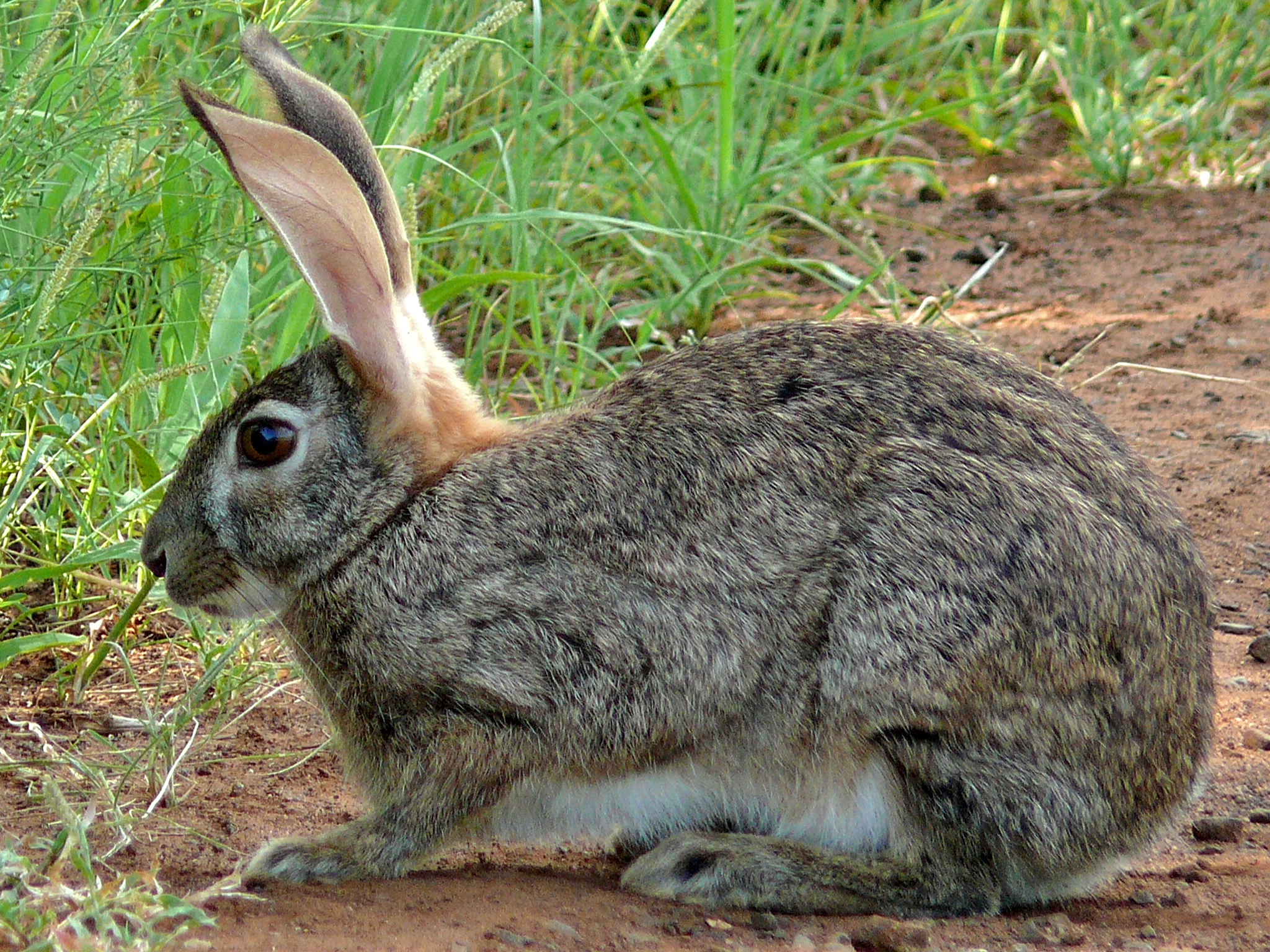
Lepus saxatilis, lièvre des buissons, Parc national Kruger.
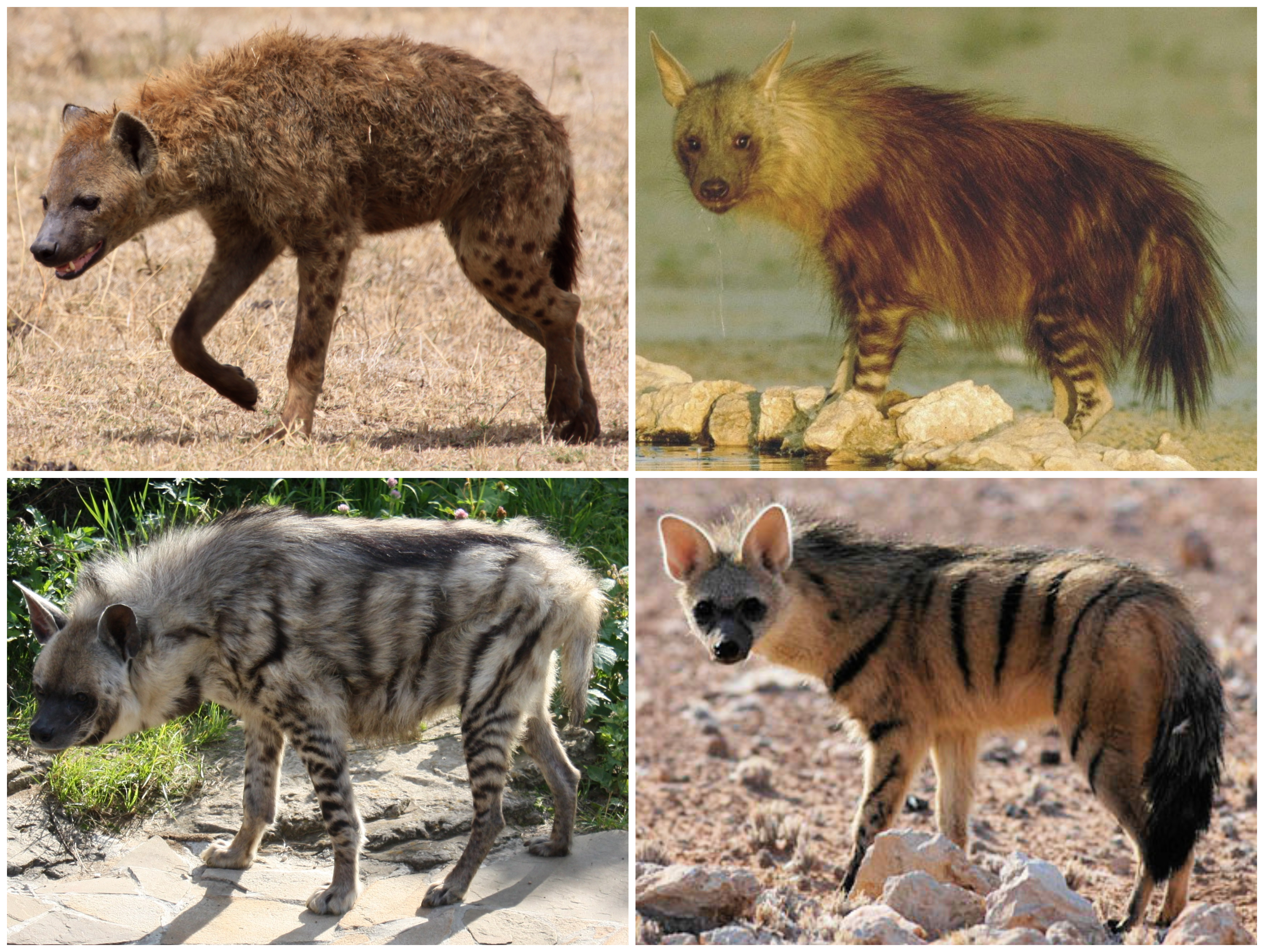
Famille des hyènes.

## Reptiles, poissons et amphibiens
Il y a 119 espèces de reptiles dans le parc (dont 5 000 crocodiles du Nil), 52 espèces de poissons et 35 espèces d'amphibiens.

## Galerie
Liste non exhaustive ː

Divers paysages et animaux
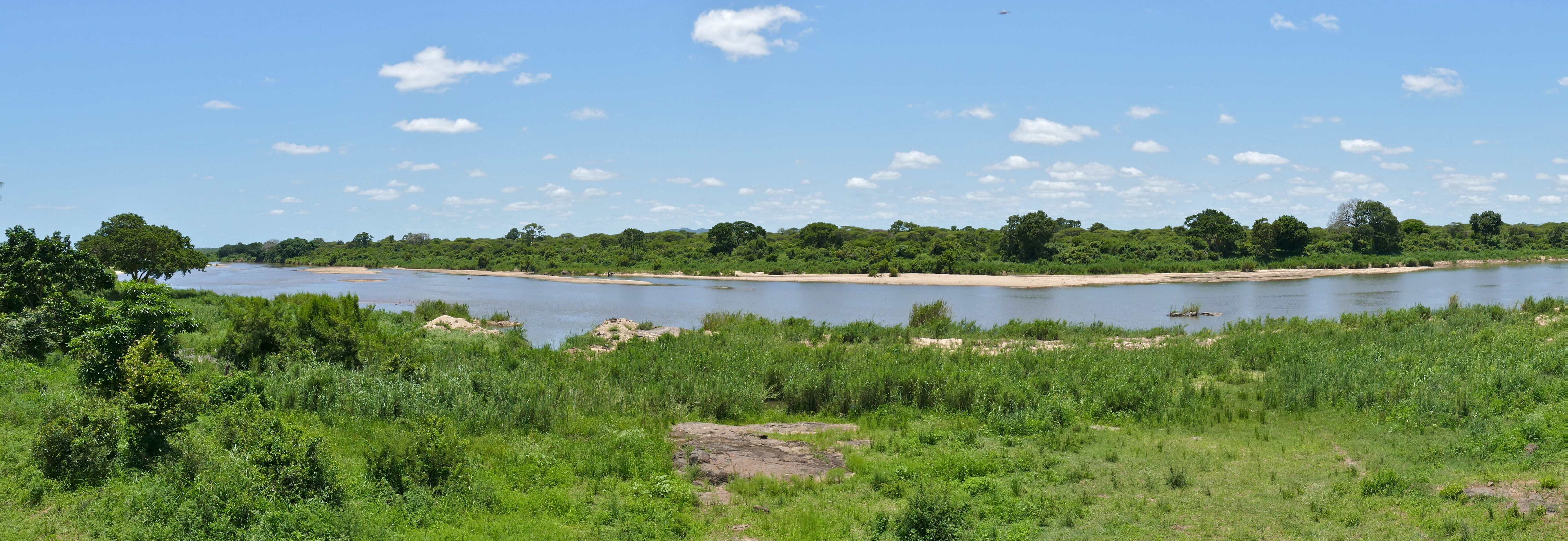
La Sabie dans le parc national Kruger, Afrique du sud (En 1898, la Sabie Game Reserve était créée).
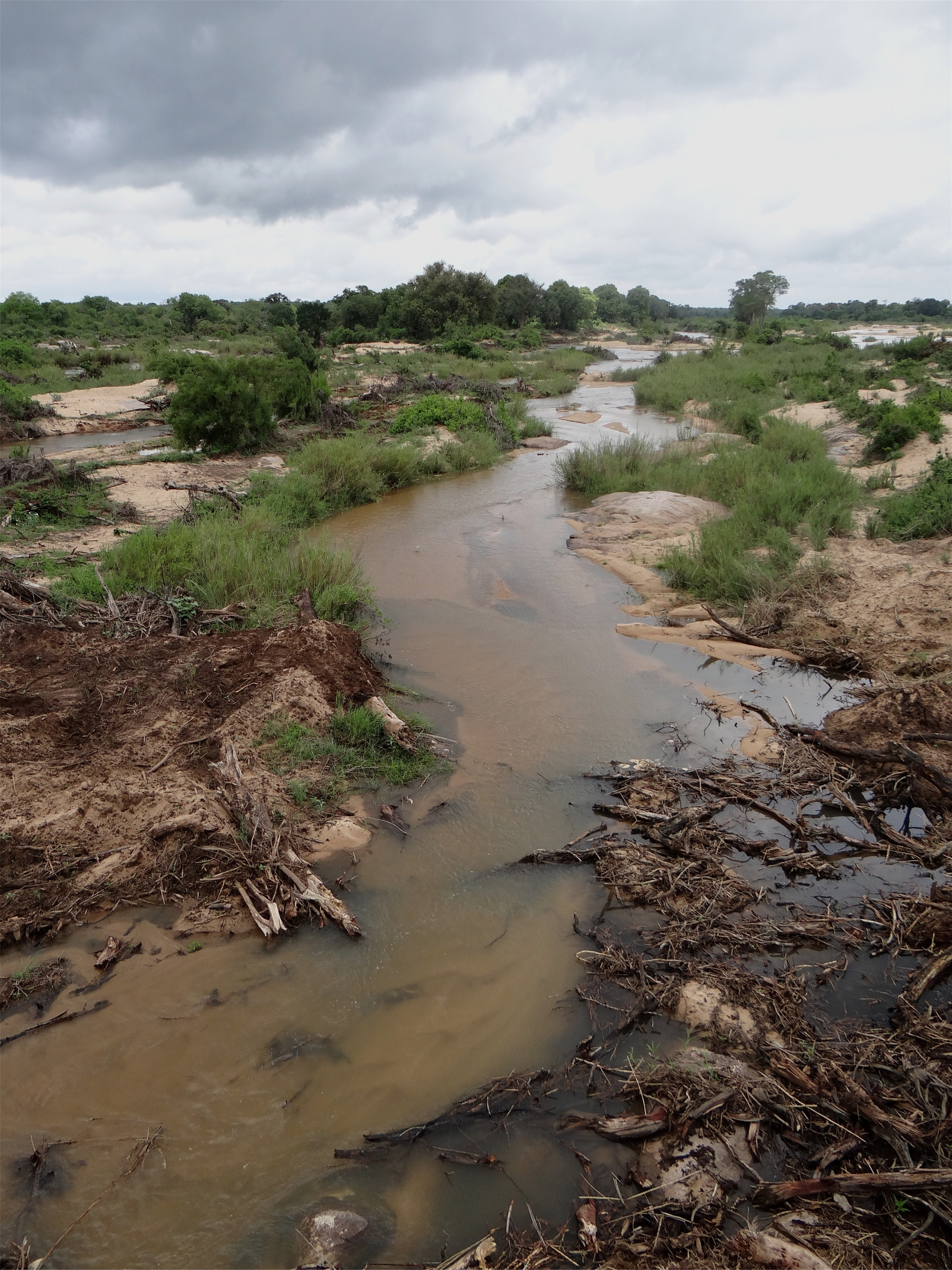
La rivière Sabie presque à sec.
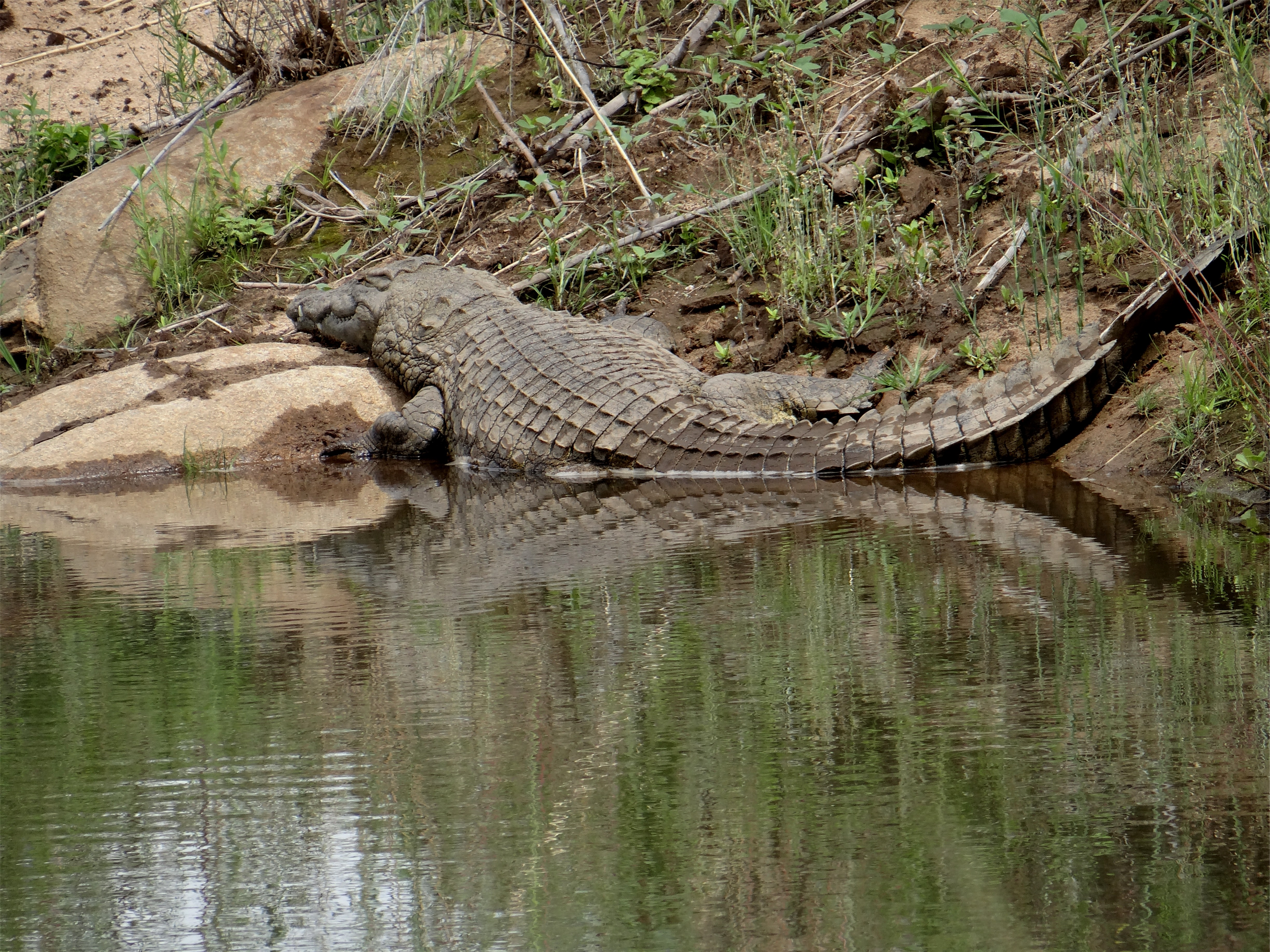
Crocodile du Nil sur le bord de la rivière Sabie.
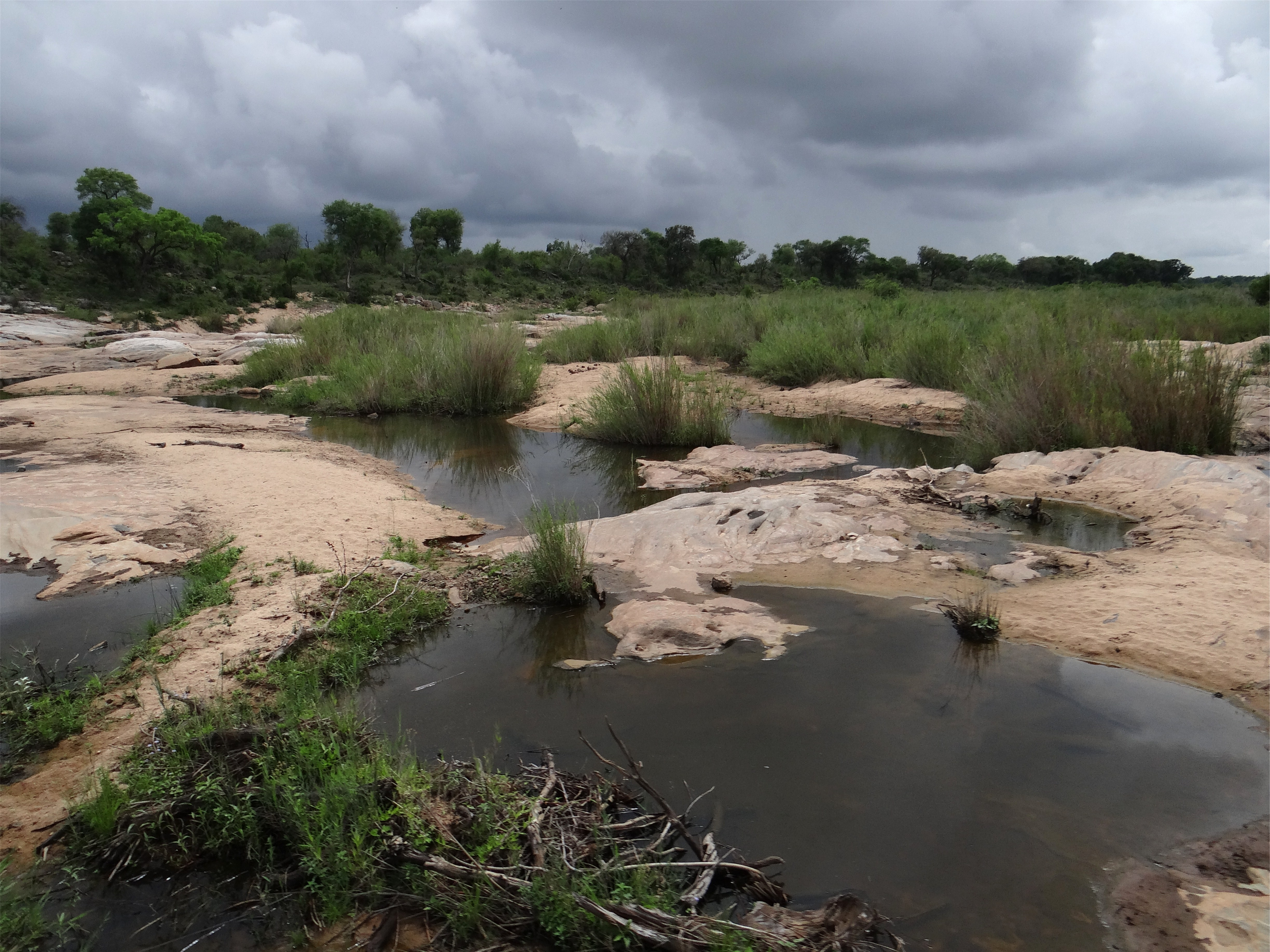
Les abords de la rivière Sabie.
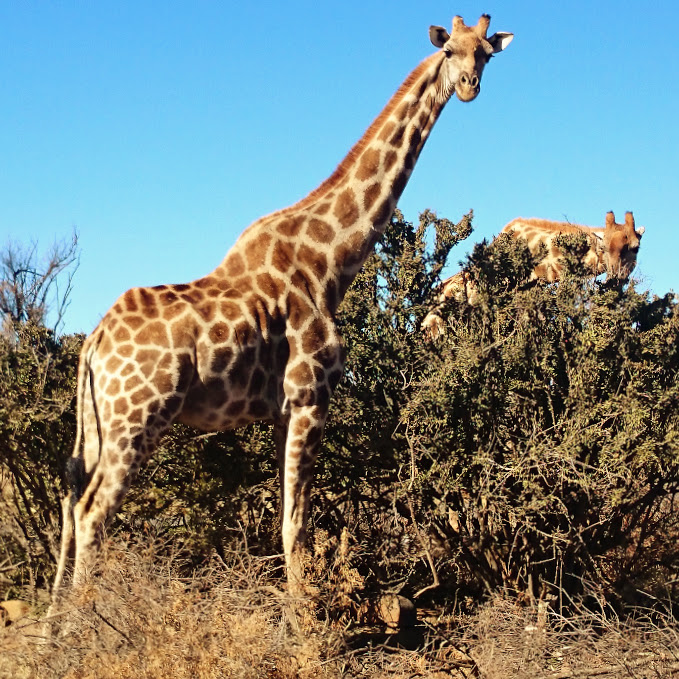
Deux girafes paissent dans la réserve naturelle de Balule (en).
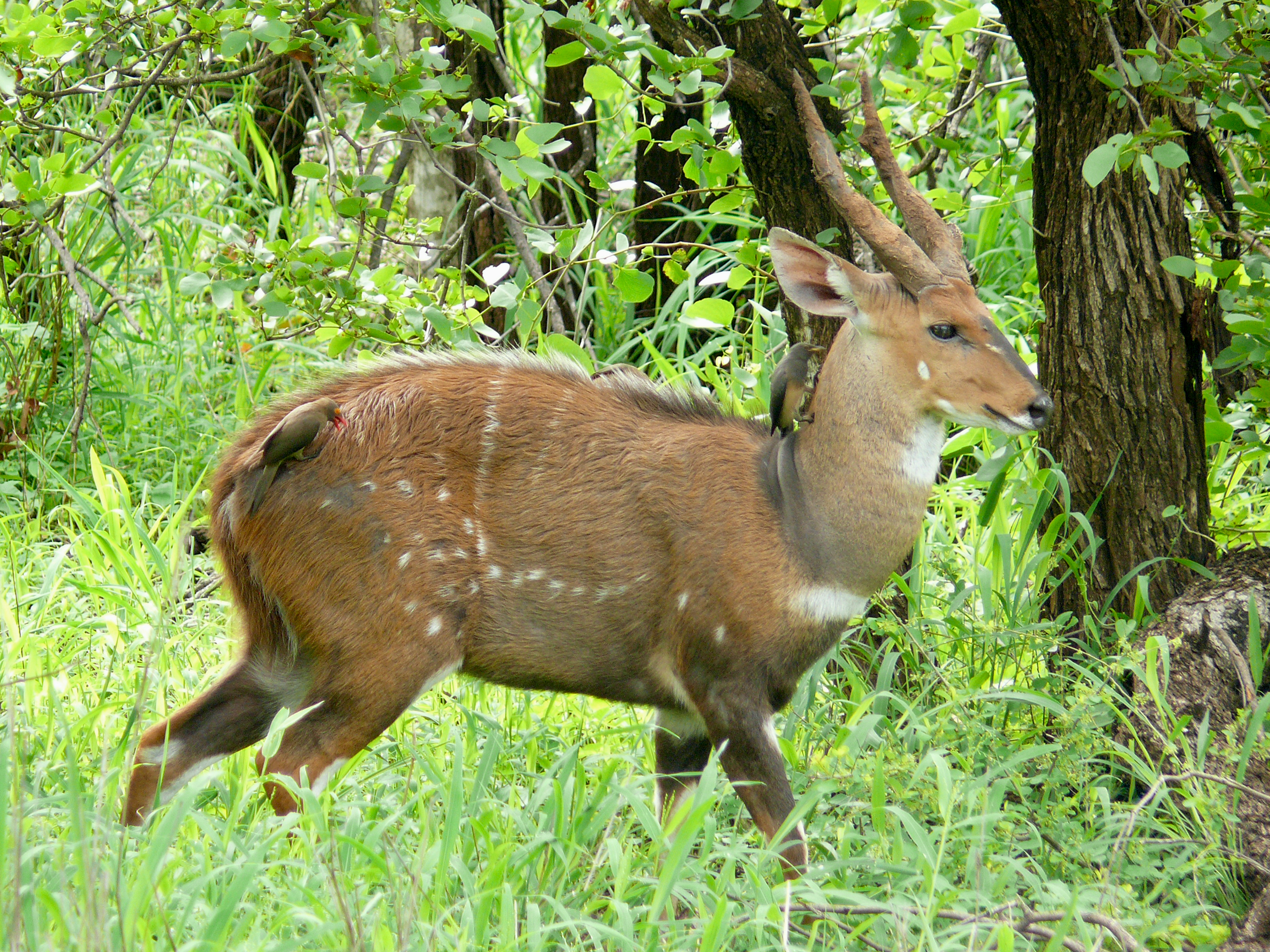
Un Guib harnaché avec des Piquebœufs à bec rouge à l’est du camp de Shingwedzi (en).
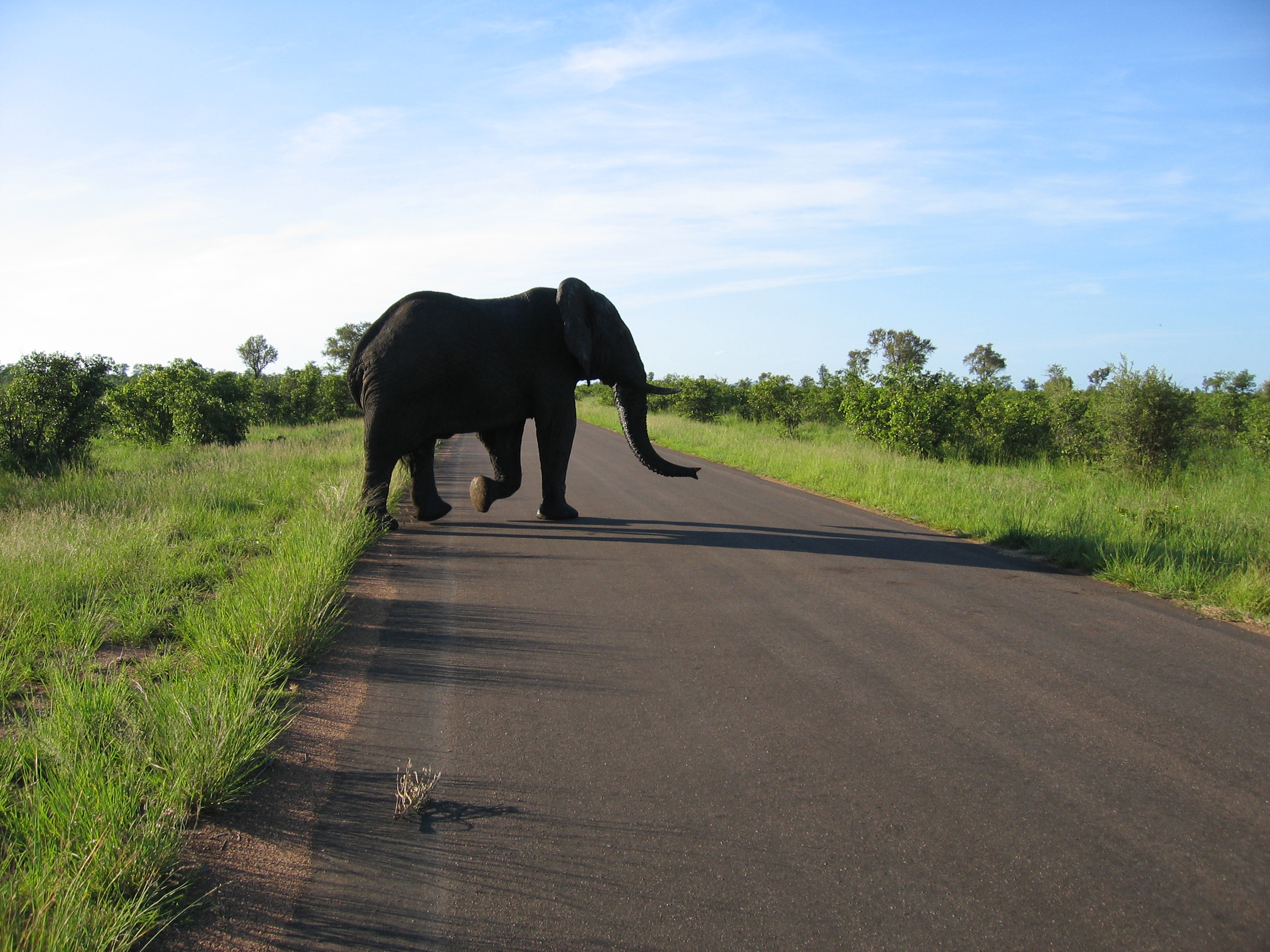
Un Éléphant dans le parc national Kruger dans le Lowveld.
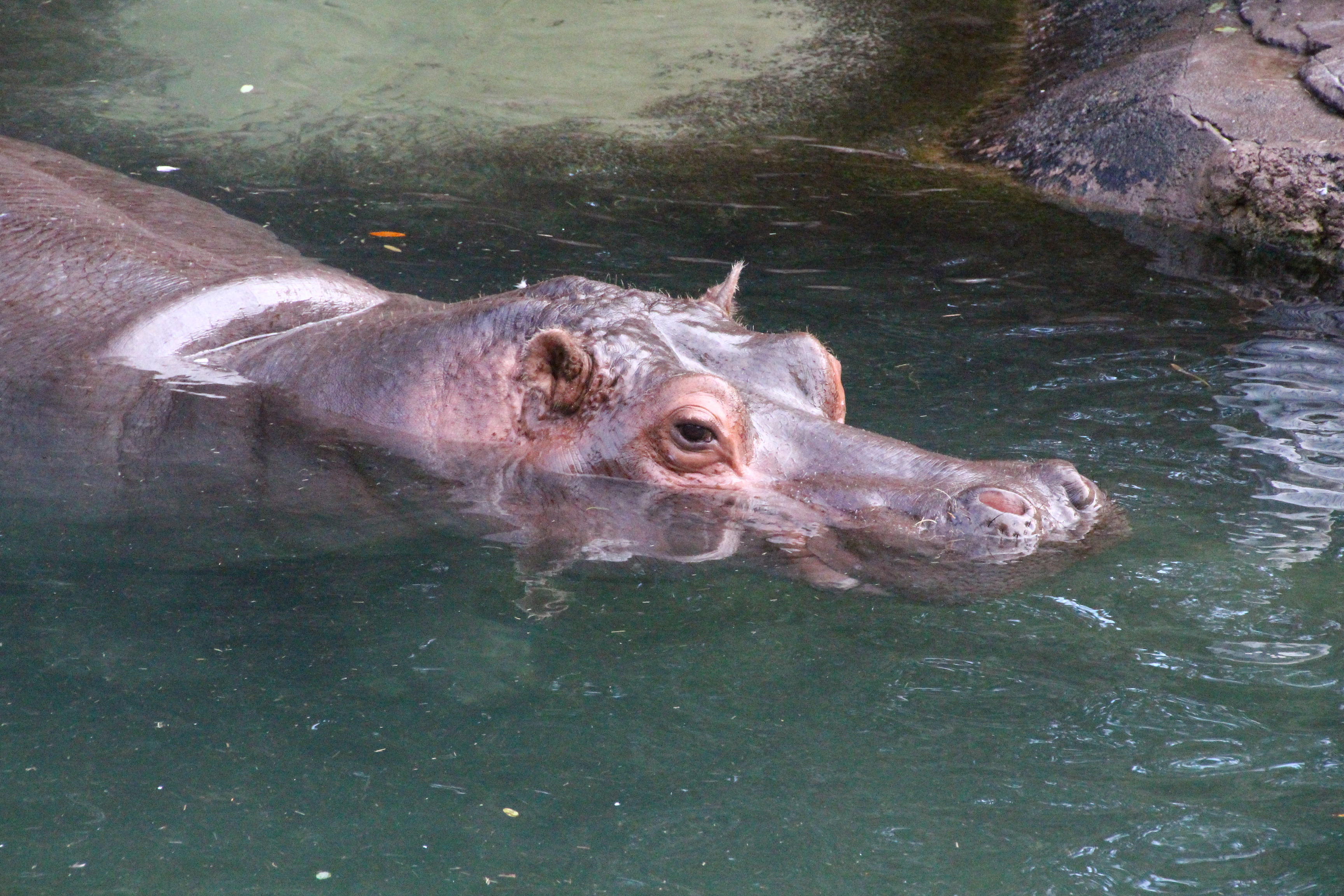
Hippopotamus amphibius dans son bain.
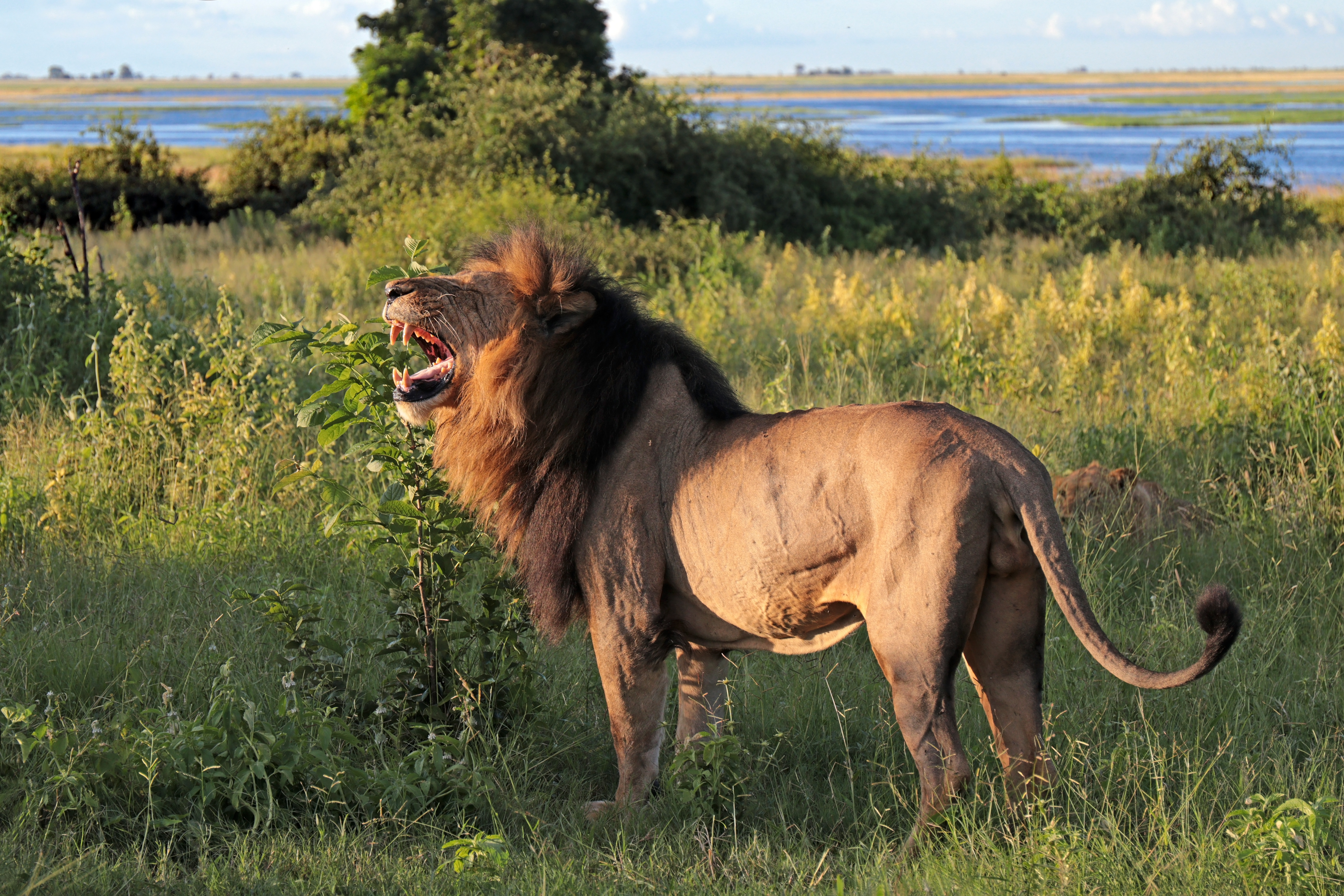
Un vieux lion.
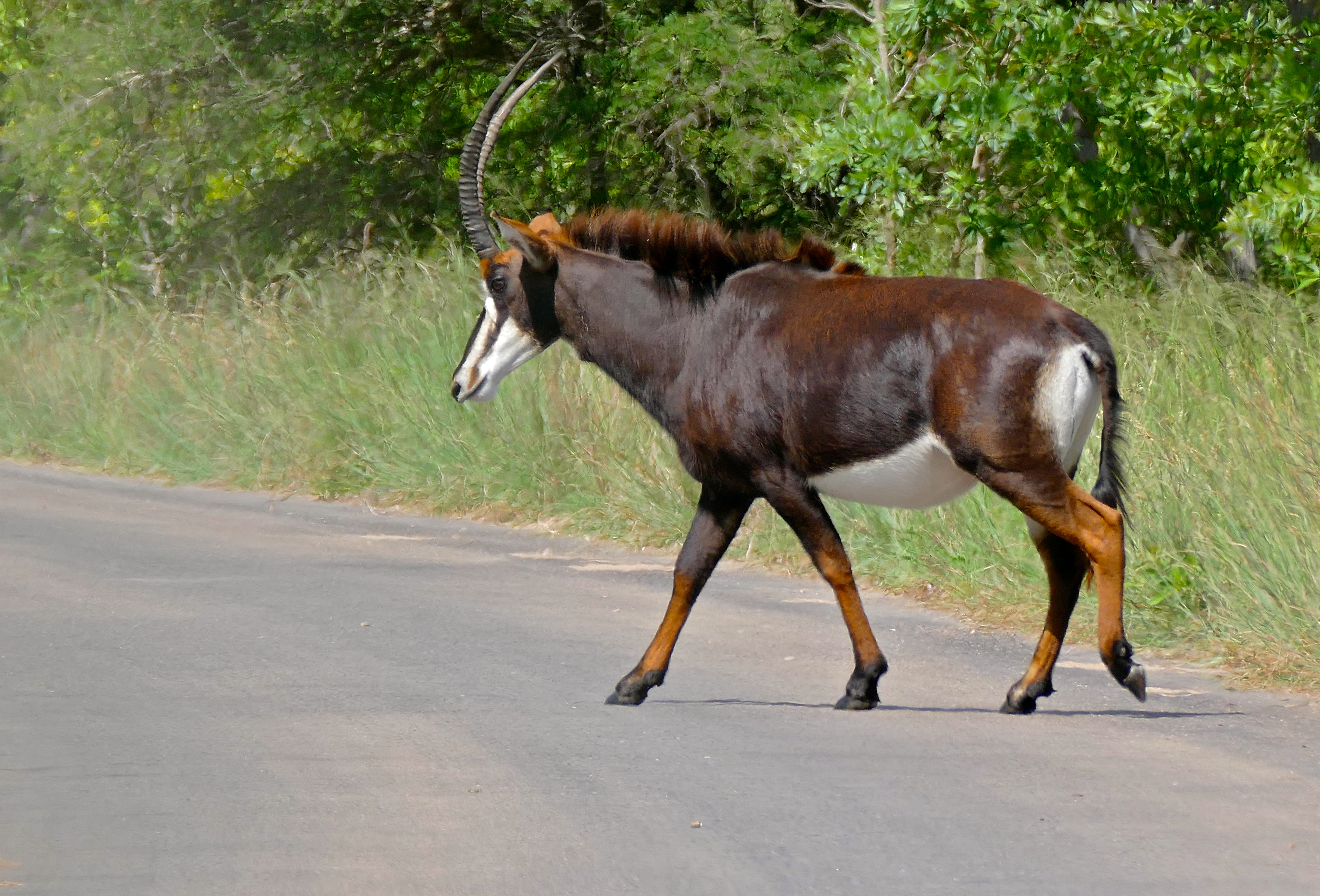
Hippotrague noir, femelle (Parc national Kruger, Afrique du Sud).
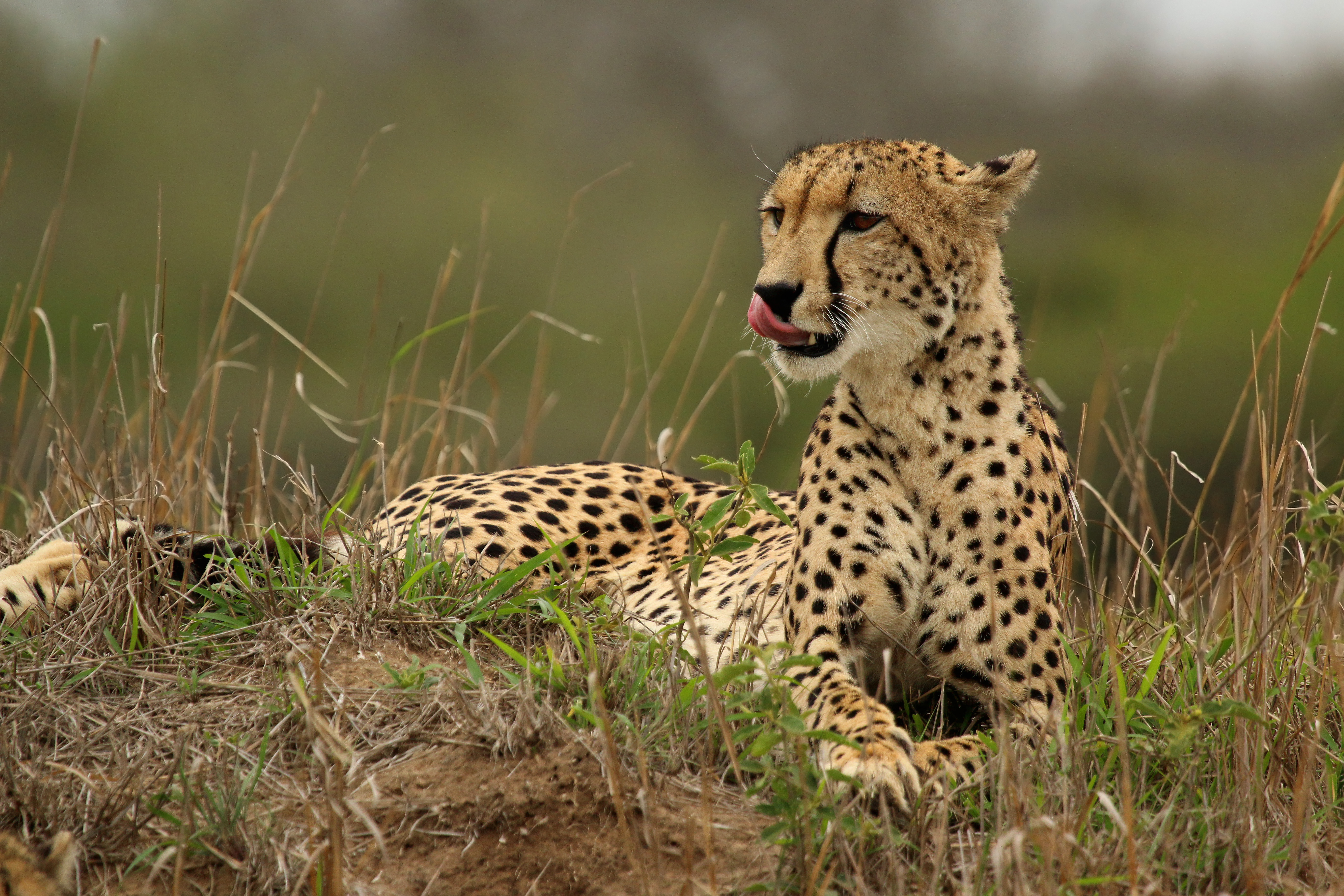
Guépard femelle au repos.
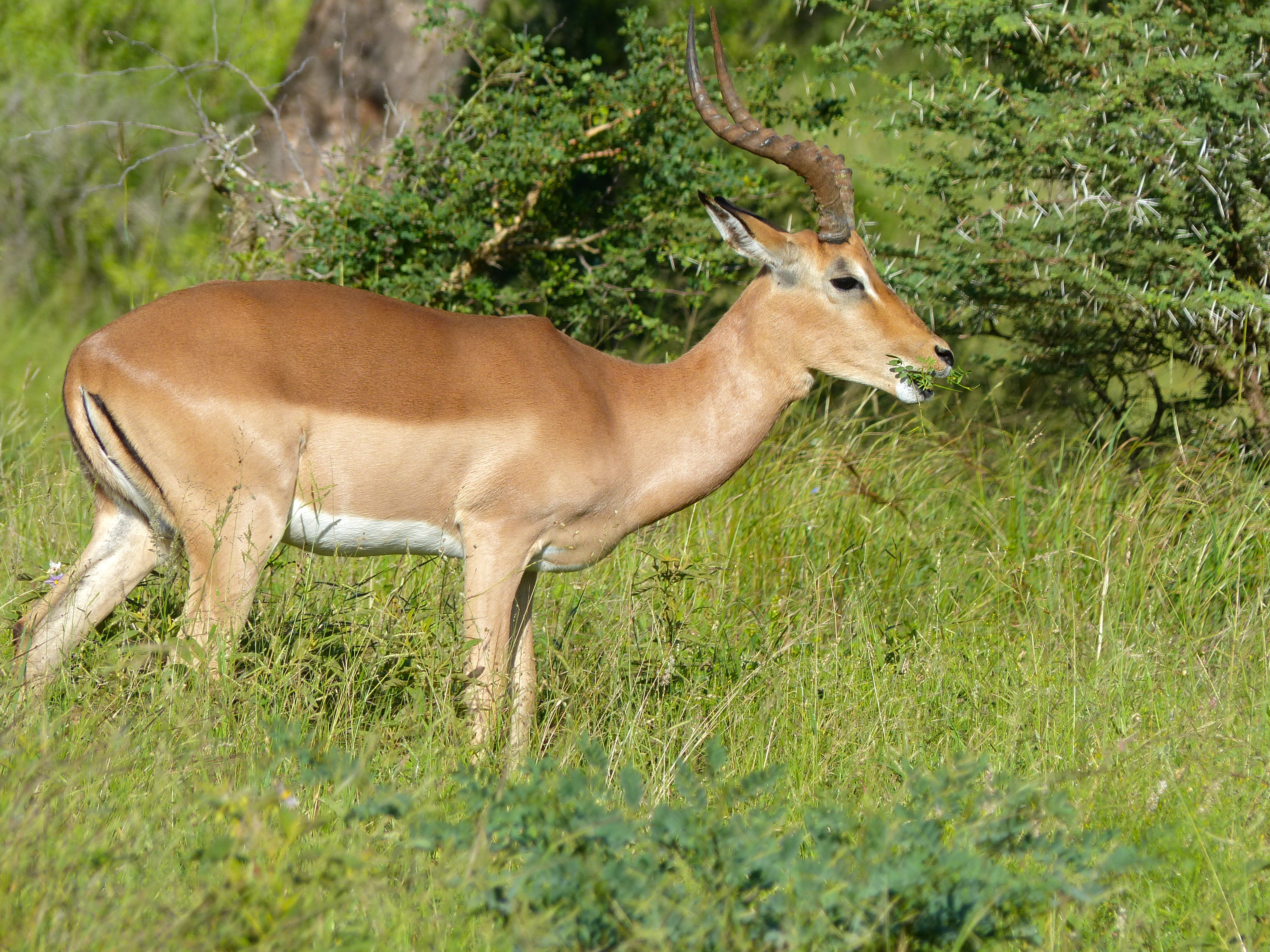
Impala mâle, (Parc national Kruger, Afrique du Sud).
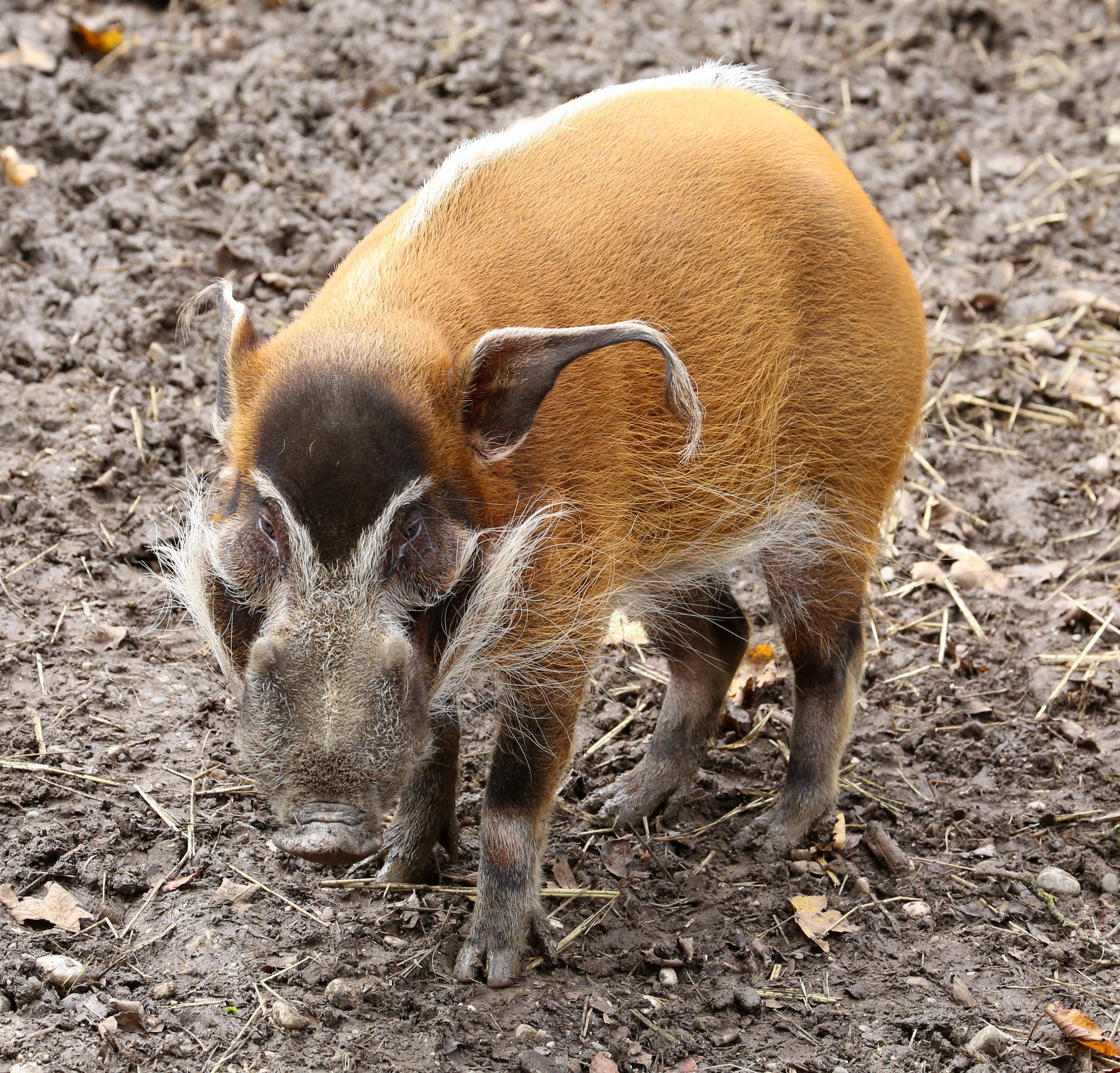
Potamochère. Essentiellement nocturne, il passe souvent la journée à dormir dans sa bauge.
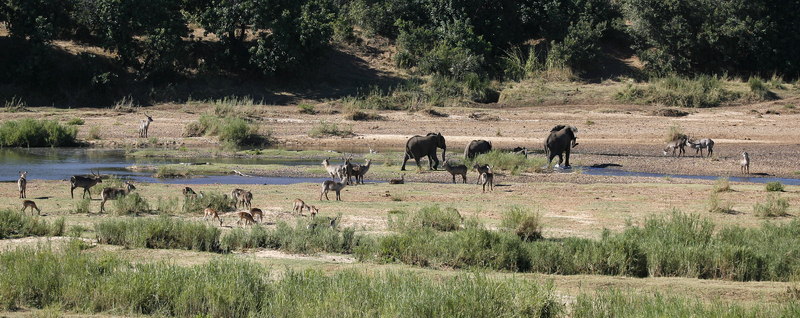
Vue sur la Letaba River (en), dans le nord du parc Kruger.

## Tourisme

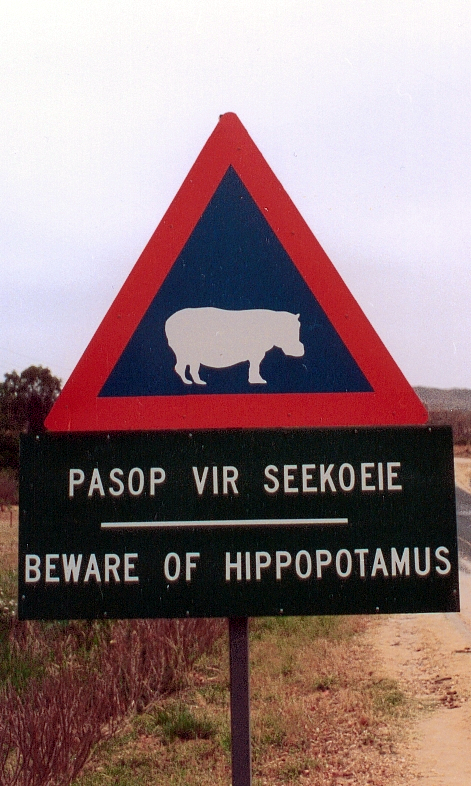
Panneau bilingue de signalisation des hippopotames en afrikaans et en anglais.

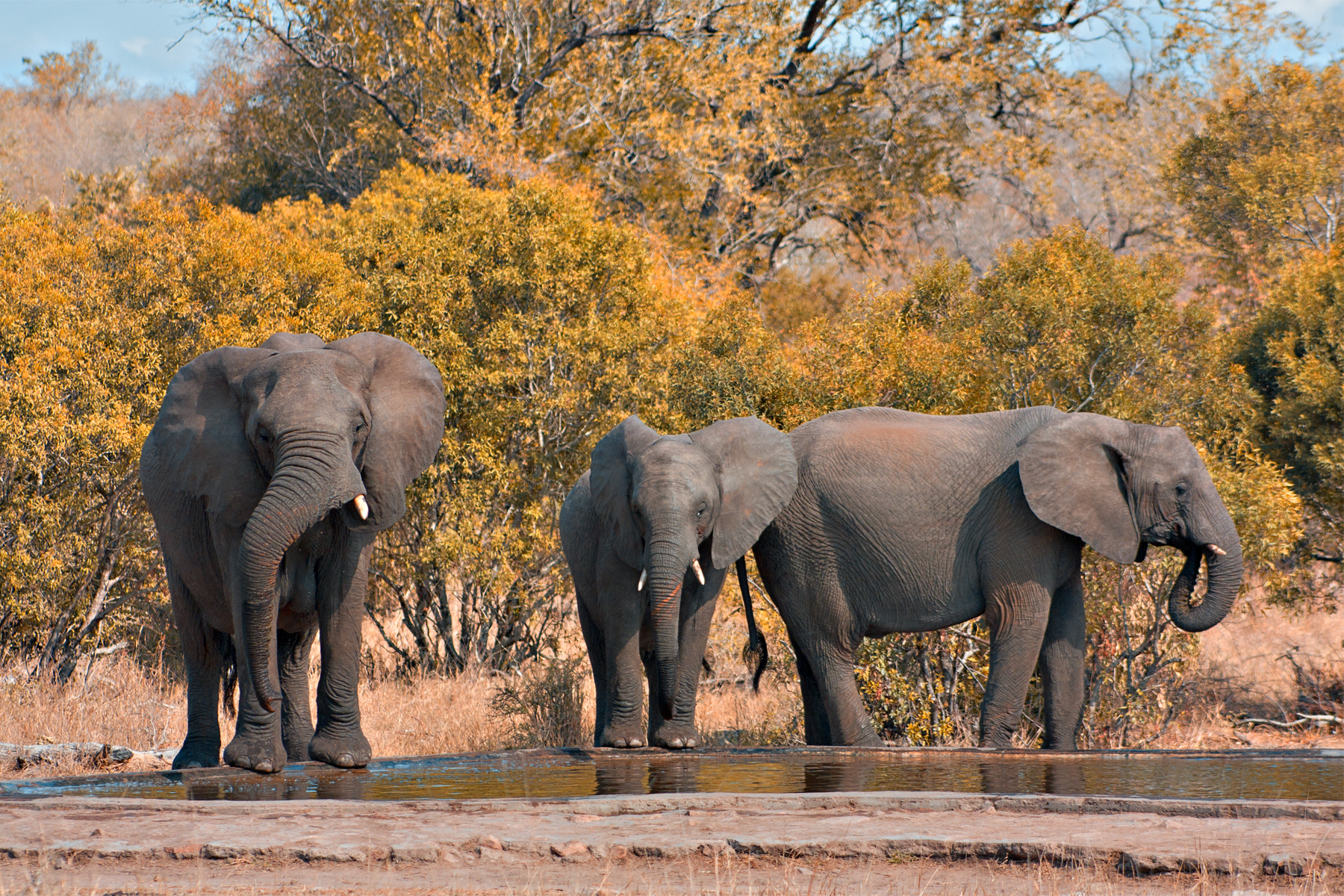
Éléphants d'Afrique (loxodonta africana) dans le parc national Kruger, Afrique du Sud.

Le  Kruger National Park fait partie des sites naturels les plus utilisés par les visiteurs pour les selfies, après le Grand Canyon et avant Phi Phi Island en Thailande,, posant comme pour d'autres attractions du tourisme mondial des problèmes de fréquentation touristique et la question du tourisme durable.
Le parc dispose de 21 camps, de 7 lodges privés en concessions et de 11 autres lodges privés.
Les 21 "camps de repos" :
- Balule : Situé au sud de la rivière Olifants[17].
- Bateleur Safari camp[18].
- Berg en Dal : ouvert en 1984 au sud du parc près d'un site préhistorique[19].
- Biyamiti Bushveld camp, rivière Mbiyamiti (af)[20].
- Crocodile Bridge camp : ouvert en 1930 près de la Crocodile River (Mpumalanga)[21].
- Letaba camp : sur les rives de la rivière Letaba (en)[22].
- Lower Sabie : situé sur un barrage de la Sabie River.
- Malelane Satellite Camp : un des plus petits camps[23].
- Maroela : avec vue sur la rivière Timbavati.
- Mopani Rest Camp : ouvert en 1989 près du barrage des Pioneers[24].
- Olifants Rest camp : avec vue sur la rivière Olifants[25].
- Orpen camp[26].
- Pretoriuskop camp : nommé en hommage à Willem Pretorius (en), fils d'Andries Pretorius. Camp le plus à l'ouest, le plus élevé et le moins chaud du parc[27].
- Punda Maria : bâti en 1919, converti en camp de repos en 1933.
- Satara camp : appelé ainsi par un pionnier indien au XIXe siècle, signifie 17 en hindi (satra)[28].
- Sirheni : en amont du barrage Sirheni
- Shimuwini Bushveld Camp[29].
- Shingwedzi camp[30].
- Skukuza : fondé en 1902, capitale du Kruger park, situé sur la rive sud de la Sabie River avec des logements pour un millier de visiteurs et un golf de 9 trous. Appelée à l'origine Sabie Bridge, rebaptisé en 1936 du nom shangaan de Stevenson-Hamilton, Skukuza[31].
- Talamati Bushveld Camp[32].
- Tamboti Camp : situé dans une forêt près de la rivière Timbavati[33].

## Les menaces et sauvegardes

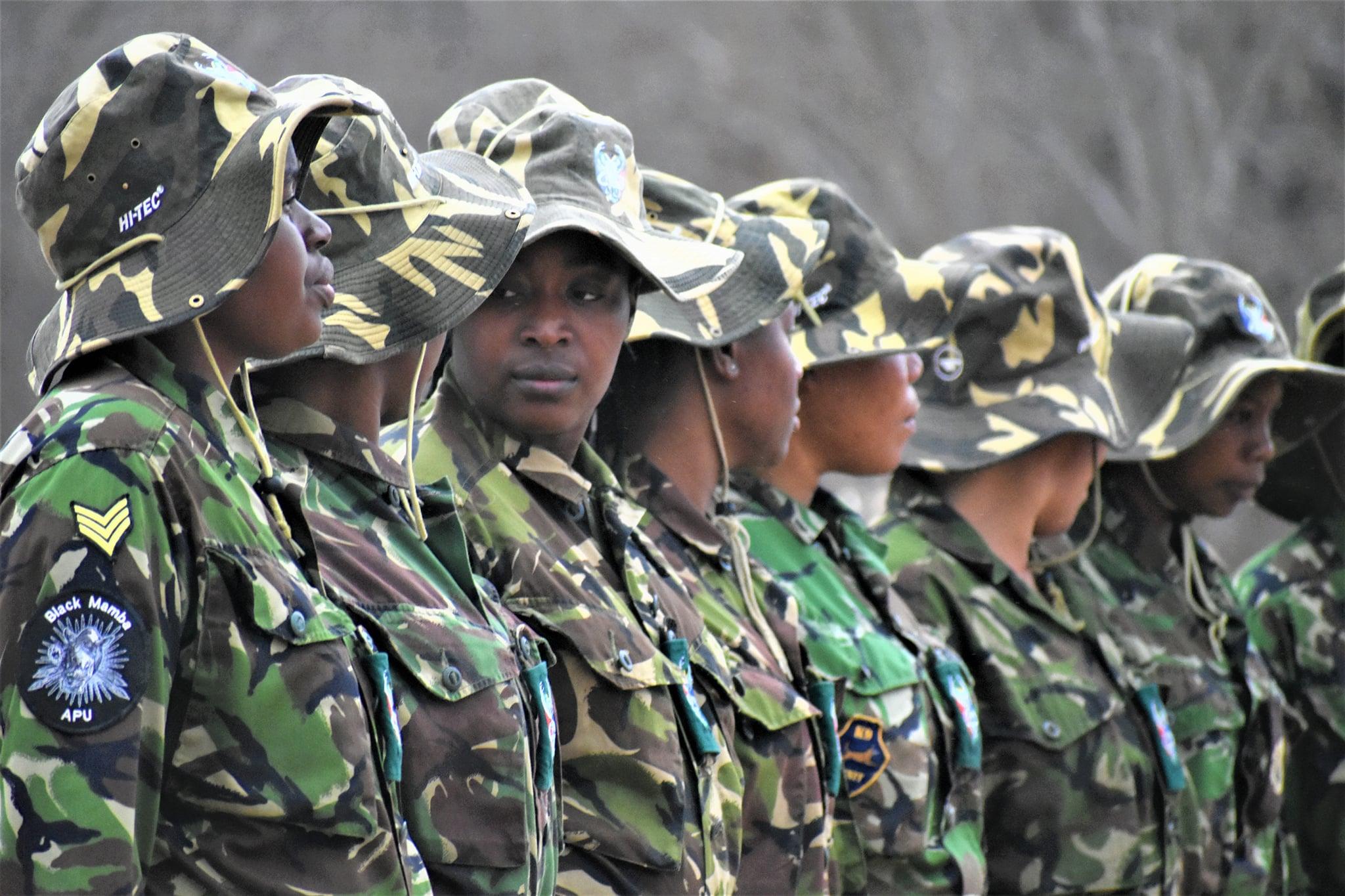
L'APU Black Mamba, 2023.

L'écosystème du parc est soumis à plusieurs menaces au premier rang desquelles le braconnage intensif, le développement urbain à ses frontières, le réchauffement climatique et les sécheresses successives,, la surpopulation animale, ainsi que des projets d'exploitation minière à ses portes,.
L'anti-braconnage
L'unité anti-braconnage des Black Mambas est une unité essentiellement composée de femmes gardes forestiers, créée en 2013 dans le but de protéger la faune sauvage en Afrique du Sud, principalement dans les régions de la Balule Nature Reserve (en) et du Parc national Kruger.

L'unité des Black Mambas a reçu le prix « Champions de la Terre » en 2015 du Programme des Nations Unies pour l'environnement (PNUE).